# 弓矢

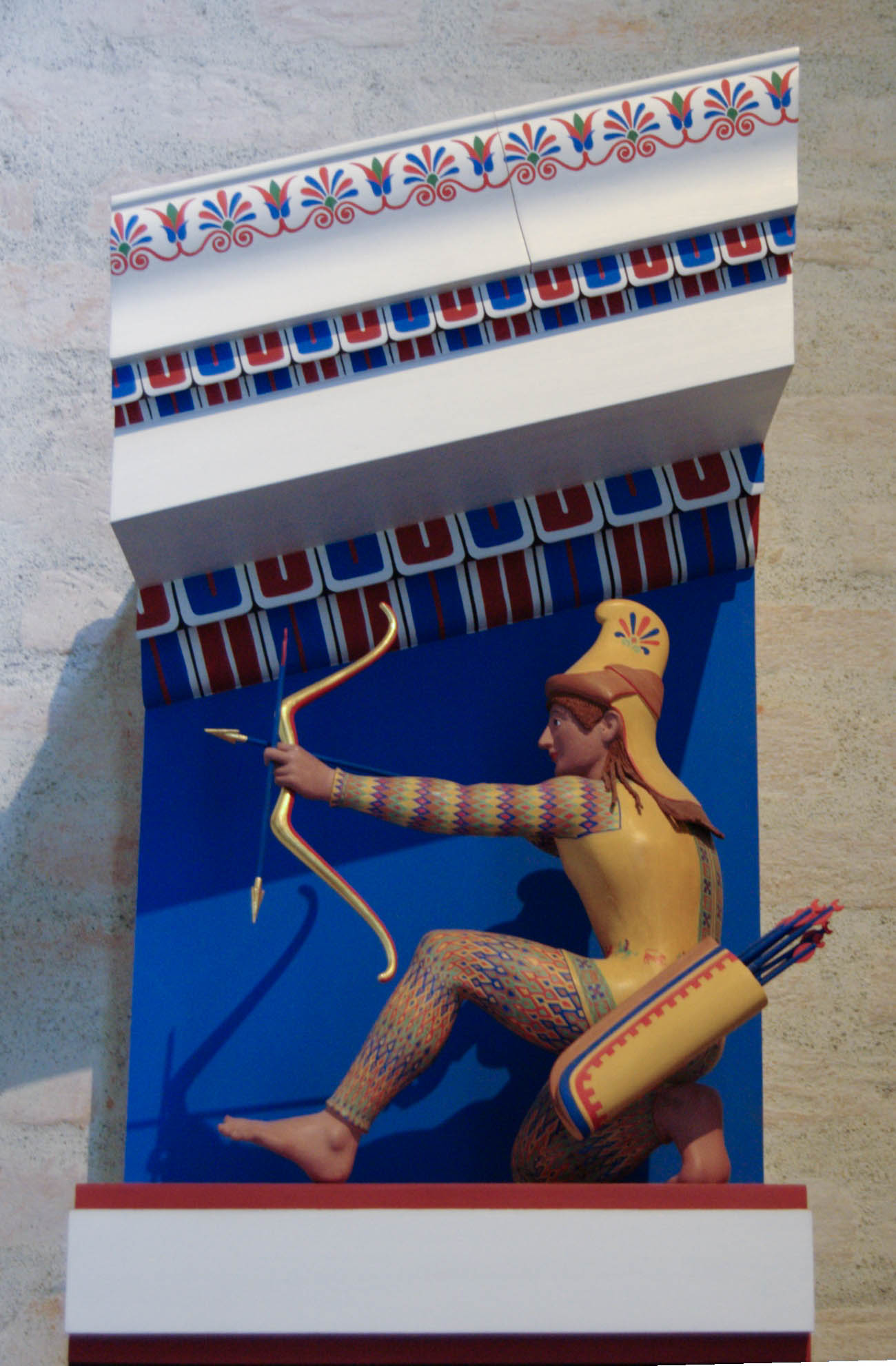
ギリシャ文明アパイアー神殿の射手の彫刻

弓矢（ゆみや、きゅうし、英: bow and arrow）とは、弓と矢（をまとめて指す用語、概念）。
弓と矢を組み合わせて使う道具である。その起源は古く旧石器時代にまでさかのぼる。（人類の石器時代以来の道具の歴史の中に位置づけると）飛び道具としては投槍につづいて発明されたものに当たる。
弓矢は旧石器時代から（現代にいたるまで）狩猟具として使われており、また古代から武具・武器としても使われている。大昔からその威力が人々からあがめられて崇拝の対象となったり宗教的儀式にも用いられている。近代以降は競技スポーツの道具としても使われ、レクリエーション目的でも用いられる道具となっている。

## 概説
弓矢は狩猟の道具としては非常に一般的なものであり、（オーストラリアのアボリジニやニュージーランドのマオリなど、一部の文化においては、もともとはなかった時代があった、という例外を除いて）全世界的にみられる。
基本的な使い方

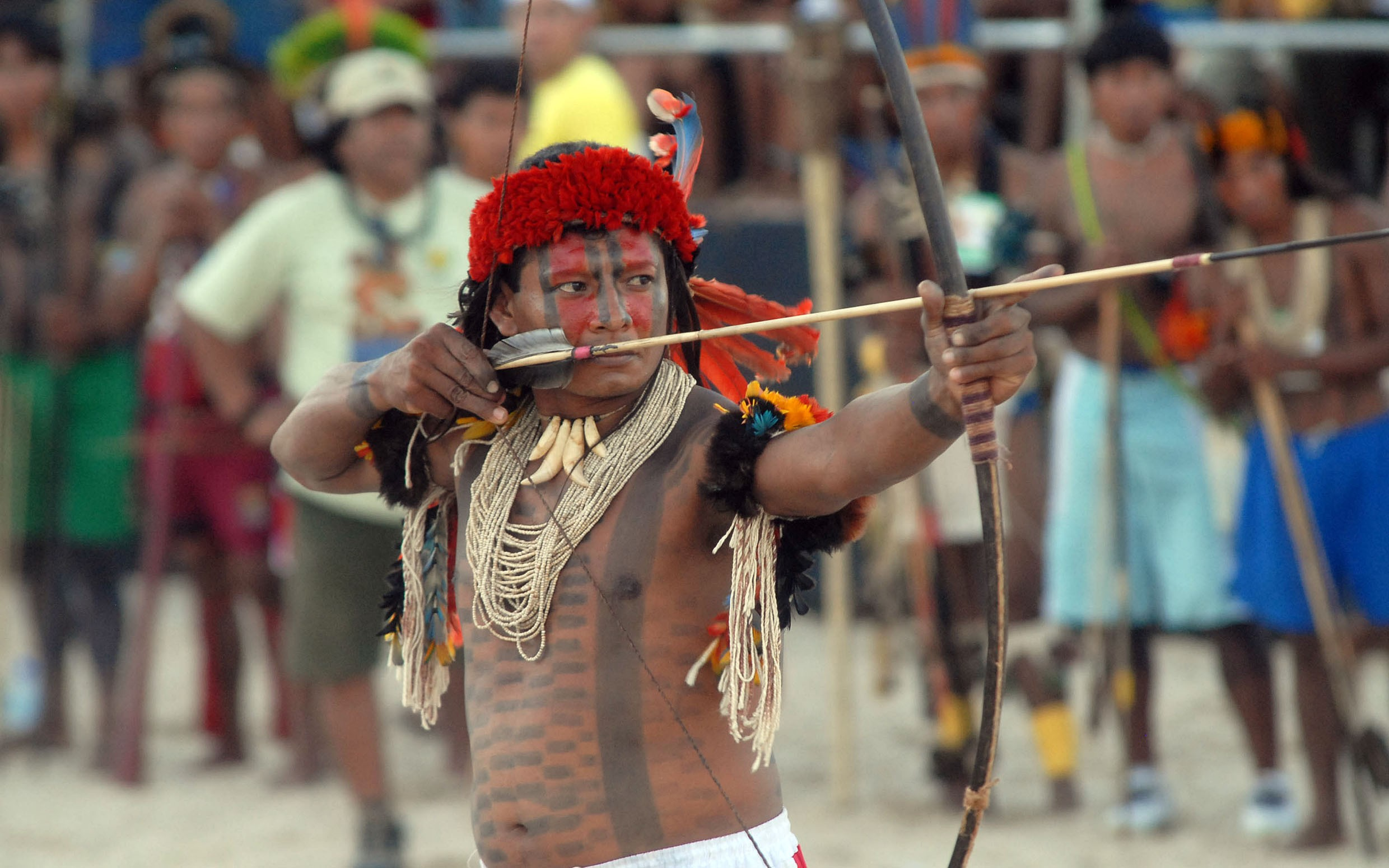
弓矢の使い方の一例。ブラジルの先住民（インディオ）が弓矢の競技で、弓を引き、狙いを定めている瞬間。

太古の昔の素朴な弓矢も考慮し、また時代や地域によって弓矢の使い方の細部には違いがあることも考慮し、まずここでは、ほぼ共通の要素だけを取り出し、基本中の基本だけを説明してみる（世界各地で精緻化した弓矢の使い方の詳細や、現代テクノロジーを用いた弓矢の使い方の手順の細部や細かい位置の説明は後にまわす）。
（使い方の説明をするにあたり、まず素朴な弓と矢について説明しておくと、弓は（基本的には）しなる（弾性のある）長い素材に弦が張ってある道具である。矢は、棒状の素材の一方の側の先端がとがらせてあったり尖った部品がとりつけられ、反対側の端に（弦が入るように）「切りこみ」が入れてあり飛行中に向きが安定するように羽根などが取り付けてある道具である。）
最も素朴な弓矢の使い方の説明では「矢をつがえ」「弓をひき」「狙いを定め」「矢を放つ」となるわけだが、もう少し分解して素朴な弓矢の使い方を説明すると次のようになる。
片手（通常は利き手と反対の手）で弓を持ち腕を伸ばし、矢の「切り込み」の部分に弦の中央あたりを入れ、利き手の指を（何本か）弦にかけ（この段階では利き手は顔からかなり離れているが）、次に利き手を自分の顔に近づけるような方向に引いて（この時、弓には元の形状に戻ろうとする力・作用が働くので、相当の力をこめることになり）、目標物に狙いを定めておいてから、弦がかかっている利き手の指の力をスッと抜くと、弓が元の形状に戻ろうとする力によって弦が矢を押し出す方向に猛烈な速さで動き、結果として矢が勢いよく目標物へ向かって飛んでゆく。
なお、弓矢は、純粋に弓と矢だけで使えるわけではなく、狩り場、戦場などで使う場合、弓・矢　に加えていくつか道具を持ち歩くことになる。たとえば、弓矢を現場（狩り場、戦場など）で使う場合、矢をそれなりの本数　持ち歩くことになるわけであるが、弓矢は使う時には両手を使うことになるので、矢は細長い軽量のいれもの（籠や筒など。「矢入れ」「矢筒」「箙（えびら）」などといった名称で呼ばれる）に入れて、腰につける（あるいは背中に背負うなどする）。#弓矢とともに使う道具類
さまざまな用途、語られる場面
石器時代から、世界各地で狩猟のために弓矢は使われてきた。（現在では、太古のように多くは無いにしても）現在でも、弓矢を、生活の糧を得るため狩猟で使っている地域や人々もいる。
また陸上の動物だけでなく、水中の動物を狩ること（漁）に使う部族もある。
また武具・武器としても使われてきた。
古来、世界各地でスポーツや心身鍛錬として弓術は行われている。西洋のアーチェリー競技や日本の弓道などがある。
世界各地で宗教と繋がり、世界各地の神々とともに語られてきたものである。
歴史的な物語や故事などにもよく登場する普遍的な物でもある。
日本では平安時代から神事で扱われ、また弓術や弓道は武士のたしなみであり、日本の伝統文化として根付いている。
なお、弓はハープ（竪琴）の起源でもあり、世界各地にある弦楽器の発祥とも関連がある場合が多いと考えられている。一部の火起し器の起源でもある。

## 歴史

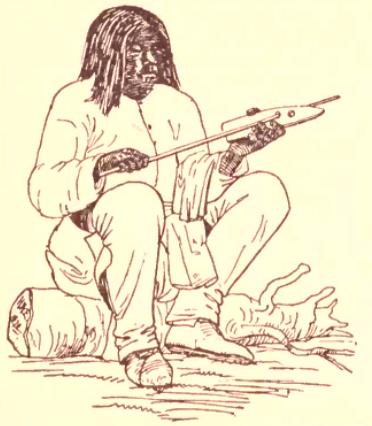
矢柄の製作風景

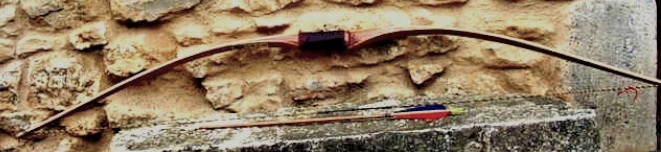
北米先住民が初期に使用した
長弓の丸木弓の複製品

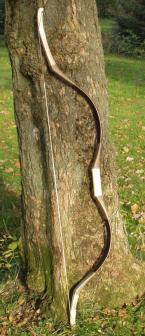
屈曲形短弓（コンポジットボウ）の複製品： モンゴルのフン族の弓矢

### 起源
弓矢は数万年〜数十万年前から使われてきた道具である。現在見つかっている最も古い弓矢は、南アフリカのシブドゥ洞窟で発見された物であり、約64,000年前のものだと考えられている。アジアでは、スリランカの熱帯雨林の洞窟「ファ・ヒエン・レナ」から発見された弓矢の矢尻が約48,000年前の物が最古である。
例えばアルタミラ洞窟の壁画などには弓矢を用いた狩猟が描かれている。投げ槍や投げ矢の技術が弓矢の発明につながったとされている。
弓の始まりは、世界中どこでも押並べて変わらず、湾曲形の単弓であり、短い弓であった。具体的には単一素材で弾性のある木材等を使用した弓で、湾曲させただけの丈も短い物であった。多くの地域で時代が下るとともに単一材の弓から複合材の弓への進化がみられる。
世界各地に残る原始宗教において弓矢や吹き矢は狩りの道具であるとともに首長（chief）などが兼任する祈祷師（シャーマン）の祈祷や占い、呪術などの道具でもある。世界各地の多神教文明において弓矢は霊力や呪詛が宿る道具として考えられており、ギリシャ文明やヒンドゥー教や日本の神道などの神話に記述されている。日本でも宗教的儀式、神事のためにも使われるようになった。

### 発達
文明が発達し人口も徐々に増え、国家や領土という社会構造が出来るにつれ、世界中で大規模な争いが起きるようになってゆく。ここで戦いを有利に進めるために、考えられた戦術の一つが遠戦であり、弓矢は戦場において重要な役割を持つようになる。弓矢隊や弓兵・弓歩兵を生み出し、戦術も多様に広がった。そして戦いに馬を利用し、馬上から弓を引き、矢を射ること（騎馬弓兵という）から、短い弓のまま改良されていった。

## 分類

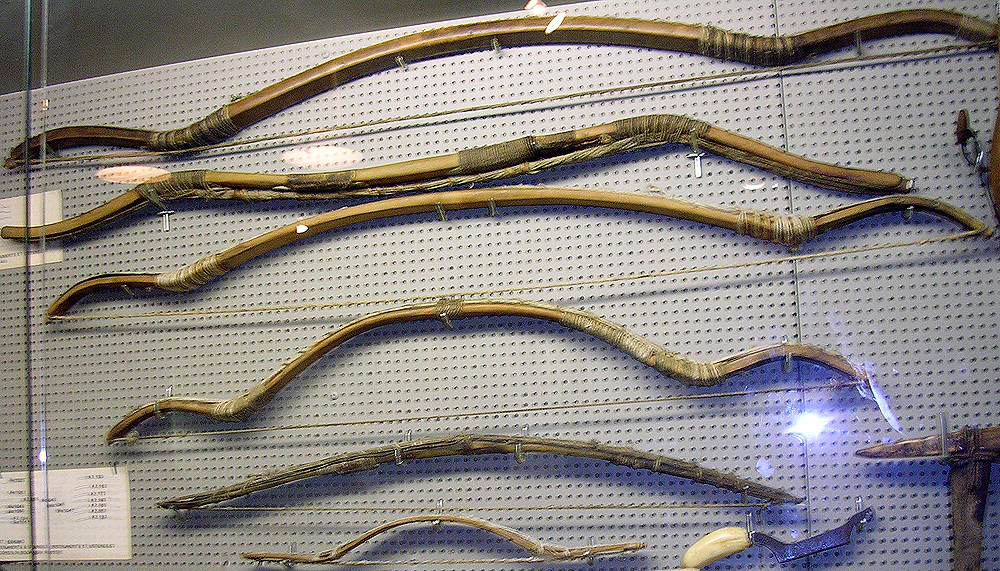
複雑に屈曲している
ケーブル・バックド・ボウ

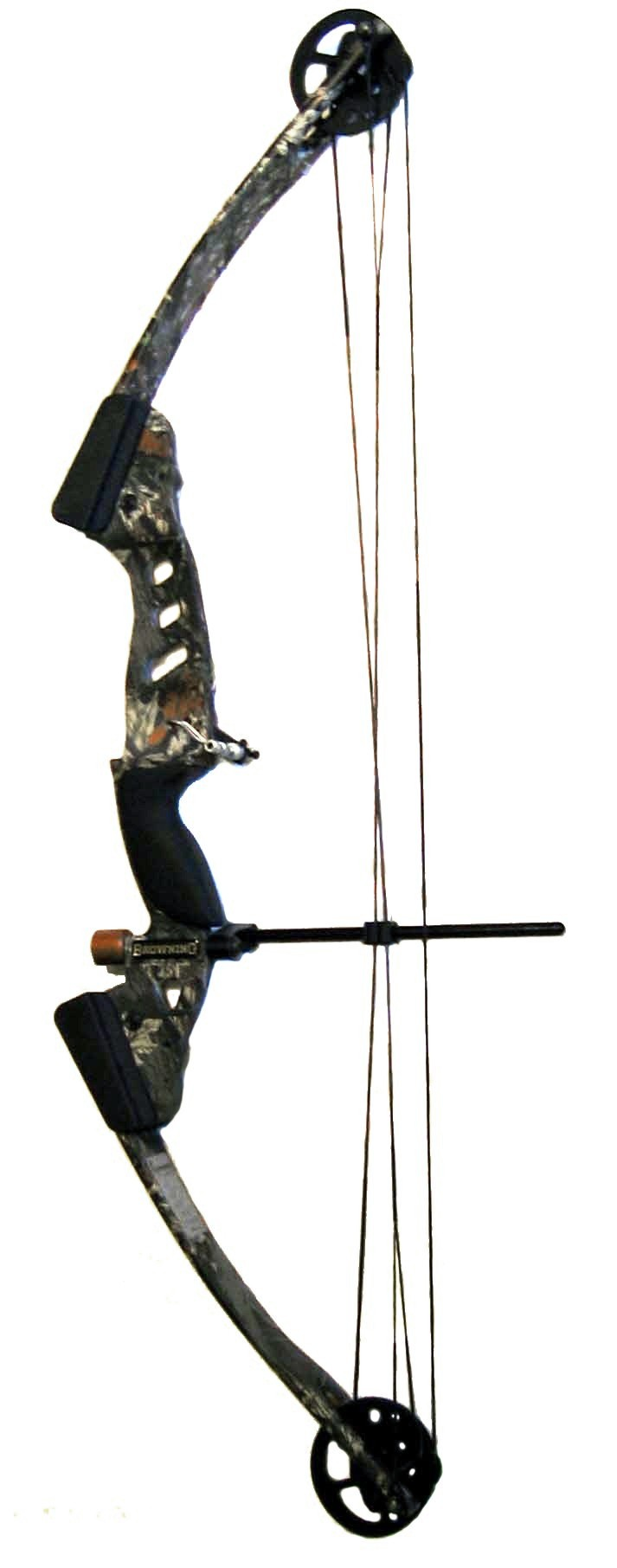
小さな力で引けるように滑車を備えた弓。
コンパウンドボウ（化合弓）

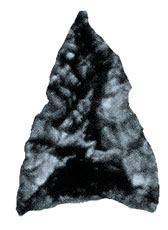
黒曜石の鏃

### 形状による分類
直弓
弓幹から弦を外しても弓幹の形状がほぼ真っすぐのままの弓。単一の材を用いた弓の多くは直弓である。
彎弓（曲弓、反弓）
弓幹から弦を外すと弓幹が弦を張る方向とは反対方向に反り返る裏反りのある弓。複合材料を用いた弓の多くは彎弓（曲弓、反弓）である
反曲弓（半彎弓）
彎弓（曲弓、反弓）のうち特に弓幹から弦を外したとき弓幹の形状がC字形や円形にまで反り返る弓は反曲弓（半彎弓）と分類されることもある。

### 構造による分類
単身弓（単一弓、単体弓、単材弓、単弓）
弓幹が単一の材料で構成される弓。ヨーロッパやアフリカの弓の多くは単一の材料で構成される。
弓幹の断面が丸いものを丸弓（丸木弓、木弓）、弓幹の断面が扁平なものを平弓という。
補強や装飾のために植物のつる、籐、樺皮、糸や紐、金属などを巻き付けたものを巻弓という。
複合弓
弓幹に木や竹、動物の角、動物性繊維、金属など複数の材料を組み合わせた弓。メソポタミア、アラビア、ペルシャ、北アジアなどに複合弓はみられる。
一部滑車を備えたものとしてコンパウンドボウ（化合弓）というものもある。

### 長さによる分類
弓は長さにより長弓、短弓、小型弓に分けられるが、この分類は研究者により具体的な区分は異なる。

### 装飾等による分類
白木弓（素木弓）
塗装や装飾が施されていない弓。日本では弓の上下の矢摺籐と切り詰め籐以外に装飾や塗装（漆塗りなど）がなければ白木弓として扱われる。
飾弓
漆塗りなどの塗装や樺皮や籐、糸などの装飾が施されている弓。

### 射法による分類
エドワード・モースは古今東西の弓矢を5つに分類した上で、これらを大きくは3つに大別した。
地中海式
アーチェリーなど三つの指で弦を引いて射る弓。ただし、変形の方式として人差し指と中指の二つの指を用いる射法もある。地中海式の弓の射法では弦上の保持部分に時計回りの回転力が加わるため矢は弓の左側に保持する。
ピンチ式
矢筈をつまんで射る弓。ピンチ式の弓の射法では回転力は加わりにくいが、指を弦にからめる射法もあり、その場合は弦上の保持部分に時計回りの回転力が加わる。
蒙古式
弦を親指の関節部分に掛けて射る弓。蒙古式の弓の射法では弦上の保持部分に反時計回りの回転力が加わるため矢は弓の右側に保持する。親指の保護のため蒙古式の弓を用いる多くの地域でリング状の保護具を用いる。日本の和弓では手袋と弽（ゆがけ）で指を保護している。

## 派生物
弓矢から派生したものとして洋弓銃（機械弓の一種）・大型の機械弓などがある。現在では大型の機械弓は消滅した。洋弓銃はスポーツとして楽しまれている。

## 西洋における弓矢

### 一般的な弓矢
洋弓
ヨーロッパ全般に普及した弓の丈が短い弓で、馬上使用にも適している。リカーブボウやコンポジットボウのことで、東洋の短弓と分類上の明確な区別はなく、中華文明圏では単に弓といわれる。オリンピック競技としてのアーチェリーに使用される弓矢を示す場合もあるが、アーチェリーは弓矢を使った射的を全てを表す英単語で、流鏑馬もアーチェリーと英語圏では表現される。アーチェリーの相対語として銃を使った射的をシューティングという。
ロングボウ
丈の長い弓で湾曲型の弓を指し、リカーブボウやコンポジットボウの相対語として使用されることもある。イギリスのウェールズ地方のロングボウがとくに知られ、使いこなすには相当な腕力が必要で、ほとんどが単弓で弓丈が長いことから重いため、弓歩兵が使用したといわれる。ロングボウの丈が長い弓の意味においては日本以外では、ほとんど見ることが出来ない珍しい物である。

### 機械弓といわれる弓矢

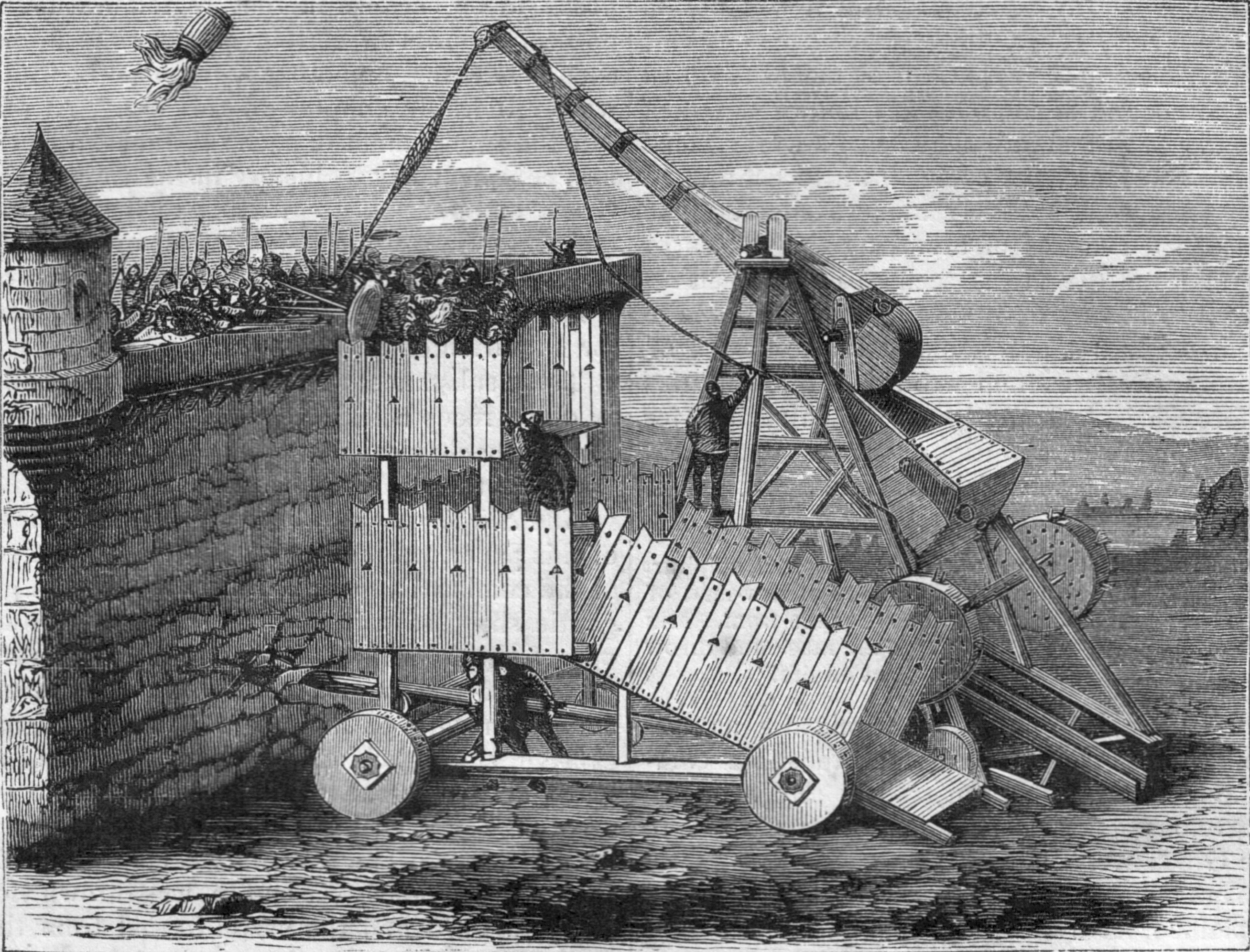
火矢を放つカタパルト:古代ギリシャ

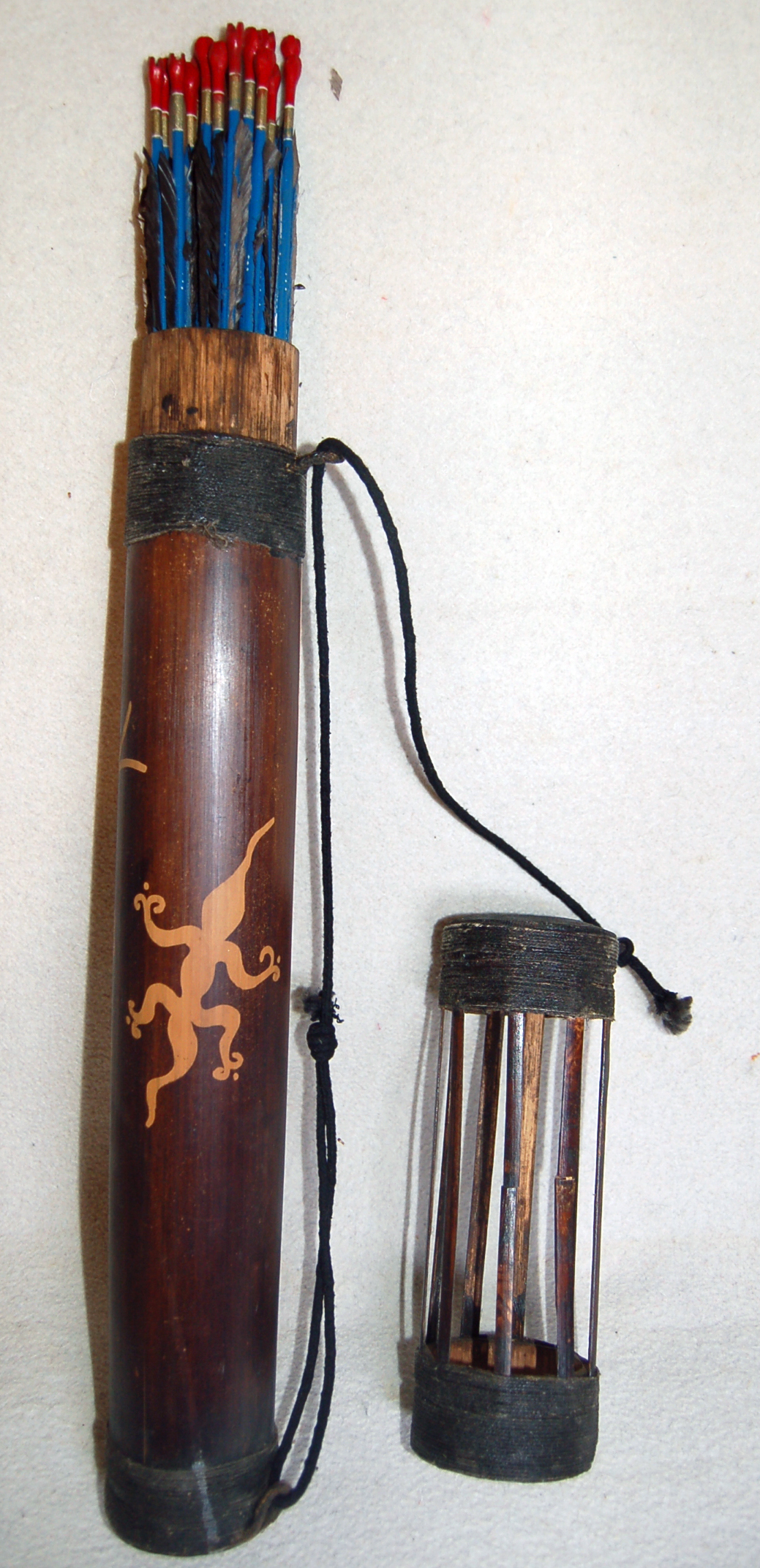
東南アジアの矢筒

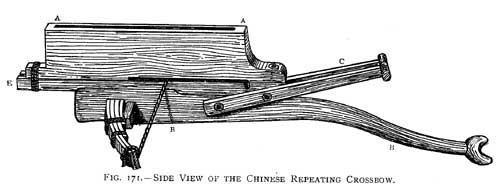
弩

クロスボウ
ボウガンという名称でも知られる。少ない力で弓が引け大きな力で矢を飛ばせるが、連射性が悪い。日本では洋弓と銃を併せた形状から洋弓銃とも言う。
バリスタ (兵器)
ヨーロッパで使われた攻城兵器の一種。大型の機械弓で矢だけでなく砲弾を発射することが出来た。形状としては大型の洋弓銃に盾と脚立を備え固定式にしたものとなっている。
カタパルト (投石機)
投石機とよばれる大型の機械弓。主に砲弾や石などを発射し、弓矢というよりは機械や兵器ともいえる（ペルーの先住民またはインカの末裔という人々が喧嘩祭りや、放牧畜産で家畜（リャマや羊）を誘導するための、紐を使ったスリングと呼ばれる投石器や、いわゆるパチンコとも呼ばれるスリングショットと呼ばれる投石器は、弓矢を起源としないため、この項目の趣旨の投石器ではない）。

## 東洋における弓矢

### 一般的な弓矢
短弓
弓の丈が短い弓で東アジアから中国、モンゴル、ユーラシア全般で普及し、主に騎馬民族が使用した。日本では大弓（長弓に含まれる）・小弓と言う分け方もあり、短弓は小弓とは弓の描く弧の形状が違うので、分類上において設けられた語である。中華文明圏には長弓（ロングボウ）が存在しないので、単に弓と呼ばれる。

### 特殊な弓矢
弾弓
中国の起源とされ、矢ではなく弾(玉)を放つ弓。弾には土弾、石弾、陶弾がある。元は鳥などの小動物の狩猟に使われたが、日本の猿楽の起源の一つである唐の散楽の見世物や庶民の遊技としても使われた。奈良の正倉院には遊技用と思われる二張が保管されているが、唐由来のものか、日本の奈良時代のものであるかは議論が分かれている。

### 機械弓といわれる弓矢
弩（ど）

中国のもので機械弓である。大弓（たいきゅう）とも記述するが、日本の大弓（おおゆみ）とは意味も構造も違う物で、構造はむしろ西洋のクロスボウとほとんど同じであり、同一性も指摘されている。
連弩
連射性の悪い弩の欠点を補うために作られた連射式の弩のこと。
床弩（しょうど）
床子弩（しょうしど）とも記述する。中国のもので矢の他に砲弾や石なども発射できる大型の機械弓で、西洋ではカタパルトと呼ばれる投石機のこと。
石弓
中国のもので、矢の他に砲弾や石も発射できる床弩のことだが、特に城壁に固定してある物を指す。

## 弓矢とともに使う道具類
矢入れ
日本では埴輪に象られている。遺跡などからは盛矢具（せいしぐ）が発掘されている。ヨーロッパで発見された古代人類の通称アイスマンといわれる人も、矢筒を携帯していた。弓矢もオーストラリアのアボリジニを除き、世界中で普遍的なものでもあるが、矢入れも同様だと考えられる。
日本では木製や紐や編み籠などでできているが、ヨーロッパなど畜産や狩猟が盛んな地域では革をよく用いている。馬にベルトを用いて括りつけたり、腰や背に紐を通し背負ったりして矢を収納し携帯した。矧いだ矢羽が取れないように雨天時を考え、蓋が付いている種類もある。
管矢
クロスボウにつがえるボルトを弓につがえる方法として、ガイドレールとなる筒を使用して発射する方法がとられた。この方法を、日本では管矢、ビザンツ帝国では Solenarion（ソレナリオン）、トルコでは MAJRA（マジュラ）・Nawak（ナーワク）、中国では片箭・鞭箭・邊箭・筒箭、韓国では편전・애기살 と呼ぶ。
この利点は
- クロスボウのボルトを弓の矢として流用できて、敵が弓だけの場合は射撃後のボルトを再利用して撃ち返して来れないこと。
- クロスボウのボルトは軽いため高初速を得やすく運動エネルギーが大きくなること（運動エネルギーの公式で速度は二乗されるため、速度が速くなると威力が大きく増加する）。
- 矢のしなりもなく高速で真っ直ぐ飛ぶため命中させやすいこと。
- 運動エネルギーが大きいため、射程も長くなり資料によっては通常の矢の2倍の射程となる。
- ボルトは短く軽いため、持ち運びしやすいこと。
- ボルトが小さく速いため、発見して叩き落とすなどの対策が難しいこと。
- クロスボウのように下馬せずとも撃てること。

デメリットとしては、
- クロスボウや弓に比べて習熟が必要なこと
- ガイドレールの扱いで失敗を起こし稀に射手を大怪我させること
- 弓側に通常より負担がかかり寿命が短くなること。
- 通常の弓矢より装填の手間がかかることによる射撃レートの低下

## 日本における弓矢

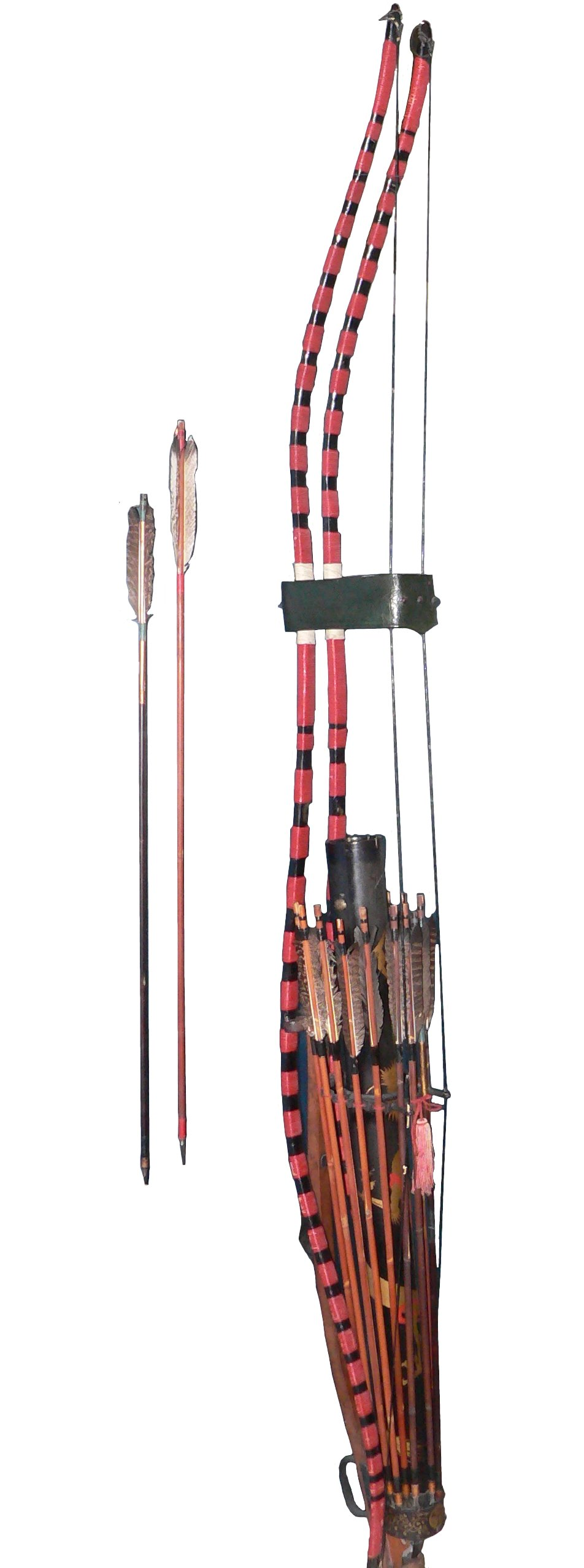
江戸時代の弓矢（和弓）

東洋の弓には大陸系の弓と太平洋系の弓の二つの系統があるが、日本の弓は両者の影響を受けて確立した。一般には日本の弓を和弓、それ以外のものを洋弓と呼んでいる。

### 弓と半弓・大弓と小弓

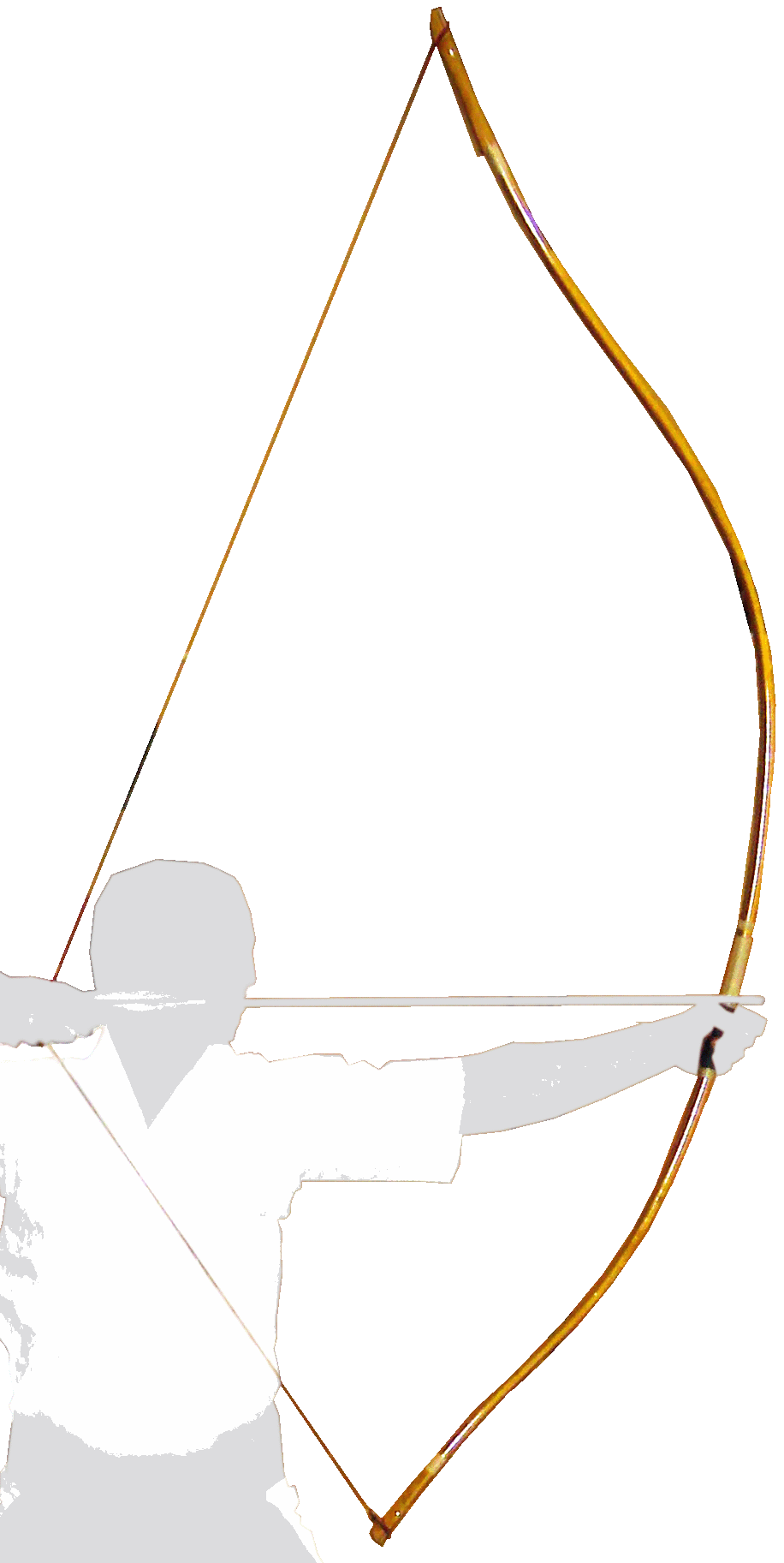
大弓ともいう
世界最大の弓、和弓

日本の弓矢は正式には和弓または単に弓といい、古くは大弓（おおゆみ）ともいった｛中国の大弓（たいきゅう）とは意味も構造も違う｝。世界的な弓矢の種類においては長弓（ちょうきゅう）に分類される。本来は弓、矢ともに竹を主材としている丈（弓丈）の長い弓で矢をつがえる位置が弦の中心より下方にあり、馬上使用ができる長弓で日本においてのみ見られる特殊な弓矢である。このことは『魏志倭人伝』に記述されており、古い時代からすでに現在に伝わる姿が完成されていたことがわかる。
戦になどに使われる武具として、天井がある屋内や狭い場所や携帯に便利という理由から、鯨の髭や植物の蔓で補強した丈の短い和弓や、大陸からの渡来人によって短弓を基に考案された籠弓・李満弓や、箱などに携帯した小さな弓を半弓と呼んだ。
また戦や狩りに因らない弓矢もあり、小弓（こゆみ）といった。楊弓（ようきゅう）とも呼ばれ丈の短い弓であるが、ユーラーシア全般に見られた短弓とは、形状は違い弓は円弧を描くだけである。この楊弓は「座った状態」で行う、正式な弓術であった。平安時代に公家が遊興として使い、その後、江戸時代には庶民の娯楽として使用された。同じ平安時代には雀小弓（すずめこゆみ）といって子供の玩具としての弓矢があり、雀という名称は小さいことや子供を示すことだといわれる。その他には、梓弓（あずさゆみ）といわれる梓の木で作られた弓があり、神職 が神事や祈祷で使用する弓を指し、祭礼用の丸木弓の小弓や、御弓始めの神事などでは実際に射るものは大弓もあり、大きさや形状は様々である。梓弓のなかで梓巫女 が呪術の道具として使用するものは小さな葛で持ち歩いたので小弓であった。
葦の矢・桃の弓 や蓬の矢・桑の弓など、それぞれが対となった弓矢があるが、祓いのための神事で使われたものである。詳しくは、祓い清めを表す言葉を参照。

### 特殊な矢
日本では洋弓銃（クロスボウ）や投石機（カタパルト）などは普及しなかったが、弓を使わず矢を飛ばす方法がある。また下記については世界各地で類似するものがある。
手矢
通常の弓矢の矢を手で投げる手段。
投げ矢
武器や遊興の道具（投壺を参照）として、投げることを前提に作られた矢。武器としては打根（うちね）といって長さ三尺の小槍ほどの大きさで矢羽がついていた。
吹き矢
主に江戸時代の懸け物の遊技の道具として使われた。その他には小動物の狩猟としての使用があったと考えられる。また、忍者の流派によっては忍術書に記述があることや、道具として僅かだが実物も残っているが、実際にどの程度の利用があったかは定かではない。構造は矢については針や針状に細長く加工した竹に動物の体毛や円錐に加工した紙の矢羽を矧いだもので、筒は木製で長尺の木に半円の溝を彫ったものを張り合わせた八角柱や円柱の筒や、竹の内側を均等に加工したものや和紙を丸めたものがあり、それぞれの筒の内や外に漆を塗ったものがある。現在では吹き矢を、武道の一環として取り入れる流派や新しい武道として、嗜む者も少数ながらある。
神事や修練や非殺傷用として使用された矢
鏑矢
鳴り矢とも言い、矢に鏑というものをつけた物。鏑を付けた矢を射ると独特の風切り音を発するので、開戦の合図や邪気を祓うために使用したといわれる。騎射三物の開始の合図として用いられた。詳しくは「鏑矢」を参照。
木矢（きや）・木鏃（もくぞく）
木製の矢。狩猟や競技・弓道の修練に用いられ後に通し矢などの神事や捕具にも用いられた。詳しい分類は捕具#室町時代以前の捕具の木矢・木鏃の項を参照。

### 弓と矢の構造

#### 弓と矢

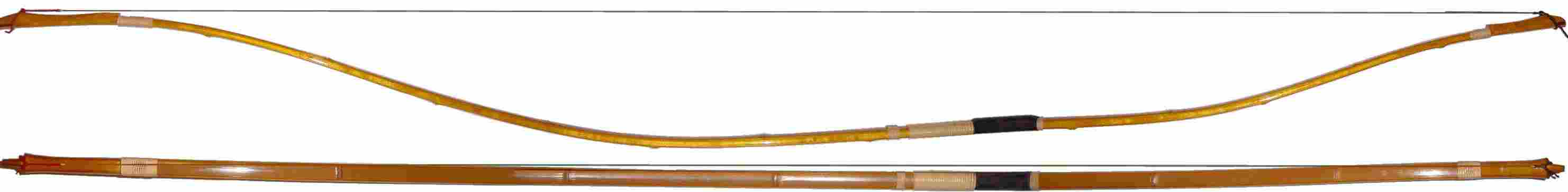
弓（和弓）

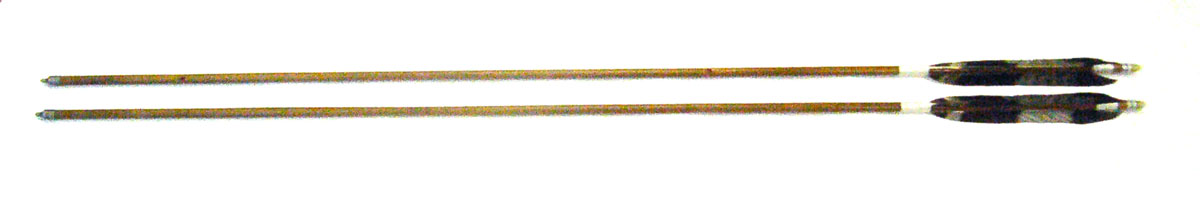
甲矢（はや）（上）と乙矢（おとや）（下）

- 弓（ゆみ）
  - 弓身（ゆみ）
    - 弓幹（ゆがら）
    - 弓弭（ゆはず）

  - 弦（つる）
- 矢（や）
  - 鏃（やじり）
  - 矢柄（やがら）
    - 箆（の）
    - 矢羽（やばね）
    - 筈（はず）

#### 楊弓

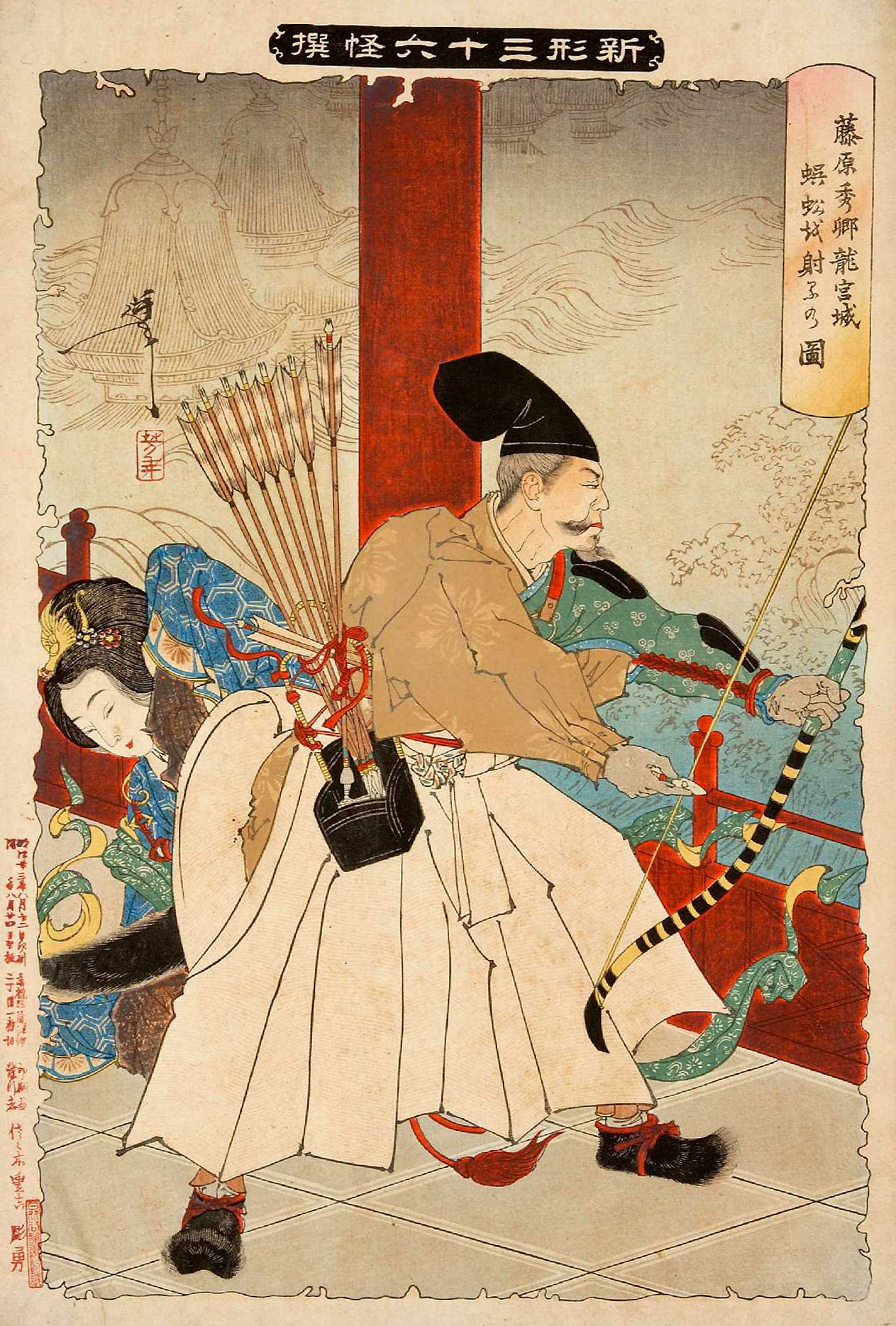
箙（えびら）を携え、矢を射ろうとしている藤原秀郷

楊弓（ようきゅう）小弓の一つ。
弓
弓丈約85センチメートル（2尺8寸）で基本的な構造は和弓と同じである。本来は楊柳（ようりゅう）の木で出来ているが、真弓ともいい、檀（まゆみ）の木で出来ているものもある。
矢
長さ約27センチメートル（9寸）で基本的な構造は和弓と同じである。

### 矢入れ
一般的には「矢筒」ともいい、先史時代の遺跡から出土する埴輪に矢筒が象られている。弓矢が日本の歴史の中で公家や武家にとって重要であったことから、矢入れも様々に変化し、儀礼用や戦いのためのものなど細分化した。とくに戦いにおいては、弓矢の改良に負けず劣らず改良され、弓矢を支える武具としての、陰の立役者ともいえるだろう。

#### 矢入れの種類
記述は古い時代のものから順を追って表記する。矢筒は矢筈を、それ以外の矢入れは鏃を手にして引き抜き、弓につがえる。
- 靭（ゆぎ）
- 胡祿・胡（やなぐい）
- 箙（えびら）
- 空穂（うつぼ）
- 尻籠（しりこ）・矢籠（しこ）
- 矢筒（やづつ）

### 弓矢と的
古くは的は弓矢を意味する。
- 的矢は的と矢のことを指すが、敵や獲物ではなく的を対象とした矢のことでもあり、練習に使うものと祭礼に使うものがある。弓矢の鍛錬として的を射抜く行為（射的）。または的場を指す。
- 的弓は的と弓のことを指すが、敵や獲物ではなく的を対象とした弓のことでもあり、練習に使うものと祭礼に使うものがある。弓矢の鍛錬として的を射抜く行為（射的）。または的場を指す。

#### 的
的には、色(柄)では星的、霞的、色的の3種類。大きさでは射礼、近的競技で用いる金的（三寸）八寸的、通常の一尺二寸。遠的競技で用いる100センチメートルの3種類ある。
金的は主に射礼で用いる。通常は三寸（直径約9センチメートル）ほかにも扇なども射礼で使われる。星的は八寸、尺二寸ともに中心を白地直径1/3の黒色同円のものを使う。霞的は中心から、中白（半径3.6センチメートル）一の黒（幅3.6センチメートル）二の白（3.0センチメートル）二の黒（1.5センチメートル）三の白（3.0センチメートル）三の黒（3.3センチメートル）と分かれている。星的は主に練習のときに使われる。色的は中心から10センチメートルずつ5つに区切られている。中心から金、赤、青、黒、白と色分けされている。得点制の場合は中心から10、9、7、5、3点となっている。主に実業団、遠的(得点制)の場合使われる。
近的競技の規則では木枠または適当な材料で作られた的枠に上記の絵を描いた的紙を貼ったものとし深さは10センチメートル以上とするとなっている。

#### その他の的
武芸のための的
- 的場
- 巻藁

遊興のための的
- 公家の楊弓の的
- 的屋が営む矢場や楊弓場の的 - 一般的には多少の差異はあっても的場の的を模したものや巻藁を使用した。
  - からくり的（絡繰的） - 江戸時代に始まり、大正時代まで主要都市・宿場町や温泉街に現物として残っていたが、現在は見ることができない。鬼や妖怪や悪者の描かれた木の板の書割りで、仕掛けが施してあり、矢が当った場所により、絡繰が動く的である。小型の唐繰的もあり、主に吹き矢に使用された。現在では軟球などを投擲（とうてき）する射的の的として、当ると唸り声をあげて、「動く鬼の人形（鬼泣かせ）」にその名残が見て取れる。
  - 滅多的 - 目隠しまたは、的の手前に垂れ幕の布で隠すことで、位置が特定できない的。滅多矢鱈（めったやたら）との繋がりがある的の名称となっている。矢鱈の語源は雅楽にあるとされ、語源はただの当て字とされるが、「めったやたら」には、「目星をつけず数を打てば当る」という意味もあり、滅多は「多くの物が無くなる」即ち見当が付かないことを指し、鱈（タラ）は鱈腹（たらふく）の鱈で多いと言う意味があり、矢鱈は「たくさんの矢を放つ」という意味にもとれ、語源が弓矢にあることを窺わせる。

## 日本での文化

### 的場に関わる語
的場
弓矢の練習する場所を的場といった。その他にも弓場・射場・矢場・楊弓場などの同義語がある。弓矢の技術を高める場所は的場・弓場・射場といい、的屋（まとや）が営む、懸け物の遊技の場所を関西方面では楊弓場といい、関東方面では矢場という傾向にある。射場については鉄砲の練習場の意味もある。

「武芸のための的場」や「的屋が営む的場」から生まれた語として以下のようなものがある。
- 射止める - 手に入れることの喩え。「金的を射とめる」とは望んだものが手に入ったことの喩え。
- 金的 - 手に入れたいものの喩え。「金的を射とめる」とは望んだものが手に入ったことの喩え。
- 射幸心 - 偶然によりもたらされる幸運や金品に高揚する心。賭けごとの期待値を上下させることにより、賭博に参加する人々の変化する心情。
- 祝的（しゅうてき） - 厄や鬼が祓われたことの喩え。神事としての的矢において金的や銀的から矢を抜く儀礼。
- 図星 - 物事の隠された意味や意図を指摘したり見抜くこと。
- 的中 - 物事の予想が当ること。思ったとおりに事が進んだこと。
- 的 - 注視、注目される人や物事。「羨望の的」や「攻撃の的になる」など。
- 的外れ/的を射る - 物事の真意や要点を把握することが出来ないこと。話が伝わらないこと。反対語として「的を射る」がある。「当を得る」と混同されることが多いが、こちらは射幸心は同じでも「富くじ」から生まれた語である。
- 正鵠を射る/得る ⇔正鵠を失する[30] - 要点を押さえている。⇔ 〜を外れている。
- 目星をつける - 物事の大略な本質を見極めること。

### 公家文化としての遊興
武家文化に対し、公家文化は花鳥風月と喩えられる雅や遊び、いわゆる趣味や芸術である。江戸時代に住民が豊かになったことから、余暇を楽しむゆとりができ、このことにより様々な公家文化が、普及し文化や風俗習慣になり、弓矢やそれに類する射的が隆盛を極め、形を変えながら日本の祭り文化やお座敷遊びに根ざしている。
楊弓
主に平安時代の公家が遊興で使用したといわれ、座ったままで行う正式な弓術で、対戦式で的に当った点数で勝敗を争った。後に江戸時代には、的屋（まとや）が営む懸け物（賭けごと）の射的遊技として庶民に楽しまれ、江戸時代の後期には、隆盛を極め、好ましくない風俗の側面まで持つようになった。そして大正時代まで続いたといわれるが、江戸時代から大正に至るまで好ましくない賭博や風俗だと考えられ、度々規制や禁止がなされた。
的屋（まとや）
公家の楊弓と祭り矢・祭り弓を起源とし、江戸時代には懸け物の射的遊技が出来た。祭りや市や縁日が立つ寺社の参道や境内、門前町・鳥居前町・遊廓で出店や夜店として大規模な楊弓店、から小さな矢場といわれる小店があり、弓矢を使い的に当て、的の位置や種類により、商品や賞金が振舞われた。
矢取り女
江戸後期から矢場や楊弓場に現れた、矢を拾い集める係の従業員で、客の放つ矢を掻い潜って（かいくぐって）行うのが一つの「芸」で、それを客も楽しんだ。時には客の放った矢が当ることもあり、防護として尻に厚い真綿を着けていたといわれる。また店によっては賞品として、矢取り女が閨までともにしたといわれる。矢場女（やばおんな）とも呼ばれる。また矢の回収はいつの時代も女性が行っていたとは限らず、危険な役割から、危ない場所を矢場と言う様になり、危ないことを「矢場い・やばい」と表現し、隠語として使用した。

投壺（とうこ）
壺射ち（つぼうち）ともいい、中国で考案されたダーツの様なもので、二人対戦で行う射的。投げ矢を壺に入れる遊戯で、奈良時代に日本に伝わり平安時代まで公家の間で行われた。所作や採点が難しかったので廃れたが、江戸時代には再び楽しまれ、投壺が起源となり投扇興（とうせんきょう）が生まれたといわれる。投壺も投扇興も身分に限らず皆が熱中したので、町奉行所は度々禁止した。
吹き矢
江戸時代の祭り文化の発達と共に様々な露天商が発生したが、吹き矢もその一つで、売り台の上に円形の木製の回転する的をおき、客に吹き矢で回転する的を射抜かせる射的遊技で、的は放射状に区分けされていて、当った場所により景品の良し悪しがあった。現在でもボウガンを使った宝くじ抽せん会やテレビショウプログラムのダーツを使った景品抽選と基本的には同じである。

### 神事や祭礼としての弓矢

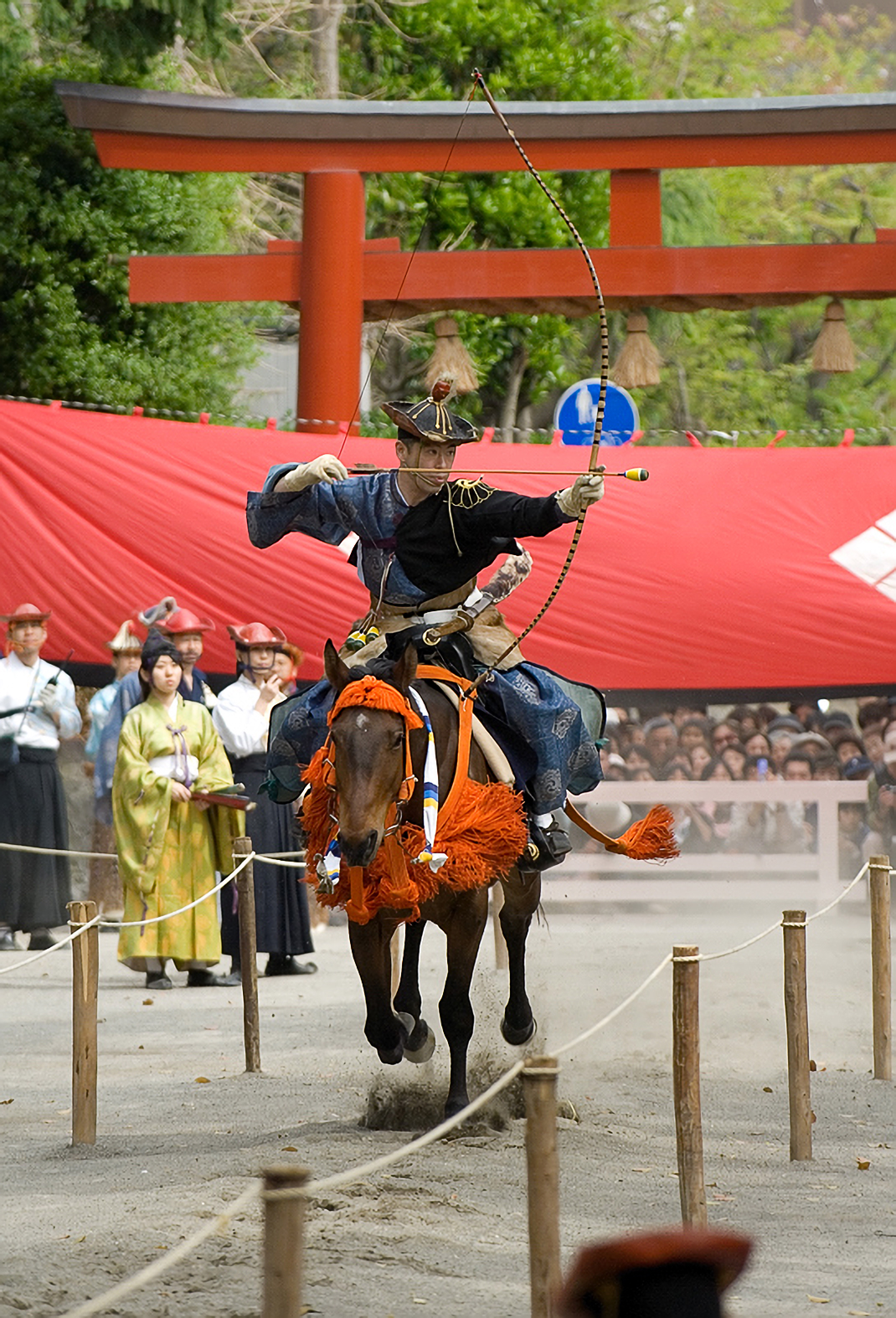
流鏑馬:弓術

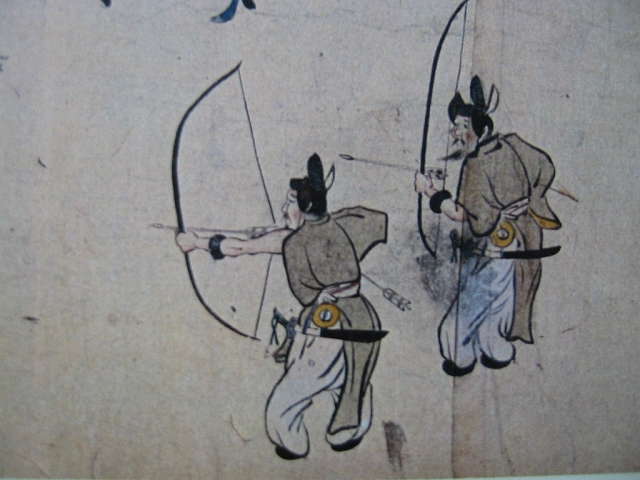
初期（平安初期頃）の弓術
左腕に「鞆（とも）」を嵌めている

主に神道や古神道に関わるものだが、技術向上の修練であるもの、祓いとしての呪術的な側面が強いもの、弓矢を射る行為などを模式的に踊りとしての神楽にしたもの、弓矢そのものに呪詛の意味合いがあるものの4種に大別できる。

#### 競技
神事だが武術の向上を目的とした競技でもある。
騎射（きしゃ）・騎射三物
古くは騎射（うまゆみ）といった。「弓は三つ物」という言葉は騎射三物のことで、「武士（もののふ）の嗜み（たしなみ）としてこの三つが大切である」という意味を指す。これは弓術のみならず馬術も兼ね備えていなければ嗜む（たしなむ）ことが出来ないからである。武芸としては馬上弓術に分類される。
- 犬追物（いぬおうもの）
- 笠懸（かさがけ）
- 流鏑馬（やぶさめ）

歩射（ぶしゃ）
古くは射礼（じゃらい）または武射（かちゆみ）といった。立位で行う弓矢の武術。
堂射（どうしゃ）
通し矢のこと。古くは吉凶を占う行為（諸説あり）で、武芸としては弓術に分類される。現在では弓道を嗜む者が行うことがほとんどで、通し矢を行うための素養を培うのは、弓道のの修練を試すためのものとしてのみとなっている。

#### 弓射
実際に弓矢を射る行為が神事となっている祭り。
追儺式（ついなしき）
下記項目「呪いや祓いの力を持つ弓矢」を参照。
鹿射祭
単に鹿射ちとも言う。鎌倉時代の諏訪大社が発祥といい、日本各地の諏訪神社に広まったが、現在では愛知県の新城市能登瀬の諏訪神社に残るのみである。藁でできた牡鹿と雌鹿を射抜く神事で、雌鹿の腹には餅が入れてあり、藁の鹿を射抜き終ると参拝者は、先を争ってご利益のある餅を奪い合うといった祭りである。
御弓始め
その土地の一年の豊作を占う神事で、神社の神主や神官が梓弓で的を射抜きその状態で吉凶を判断した。御結（みけつ）・弓祈祷（ゆみぎとう）・蟇目（ひきめ）の神事、奉射（ぶしや）の神事ともいわれる。
祭り矢・祭り弓
五穀豊穣を願い行われる日本各地にのこる神事や祭り。上記の御弓始めと同じだが、射手は神職ではなく、その地域を代表する福男などが行う。弓祭（ゆみまつり）・弓引き（ゆみひき）神事ともいわれる。
矢口祝い
鎌倉時代から続いた神事で、武家の男子が弓矢で初めて獲物を射止めたことを祝う神事。矢開きの神事ともいわれる。詳しくは矢開きを参照。

#### 神楽
弓矢を射ることを模式的に喩えた舞踊り。
弓取り式
相撲で行われる神事としての舞神楽といえる。また「弓取り」の語の意味は侍や武士道を表し、その栄誉を称える行為として弓を与える。このことから力士は巫女と同じく神事として神の依り代であり、同時に武芸に秀でた者または武士ともいえる。
塵輪
仲哀天皇（ちゅうあいてんのう）が、天若日子神の霊力を持つ弓矢を使い、「塵輪」という黒雲に乗って天かける翼をもつ鬼を退治したことに由来する神楽。霊力を持つ弓矢については下記項目「神々と弓矢」の天若日子を参照。

#### 神祭具
弓・矢それぞれが霊力を宿し、意味をなす神事（蟇目の儀と鳴弦の儀は相対をなす）。
蟇目（ひきめ）の儀
鏑を付けることにより矢そのものに霊力を具える。詳しくは鏑矢を参照。
鳴弦（めいげん）の儀
弓を楽器のように使用することにより霊力を具える。詳しくは鳴弦の儀を参照。
破魔矢・破魔弓
弓・矢それぞれ単独でも霊力がある。破魔弓は浜弓とも表記する。下記項目「呪いや祓いの力を持つ弓矢」を参照。

### 武芸

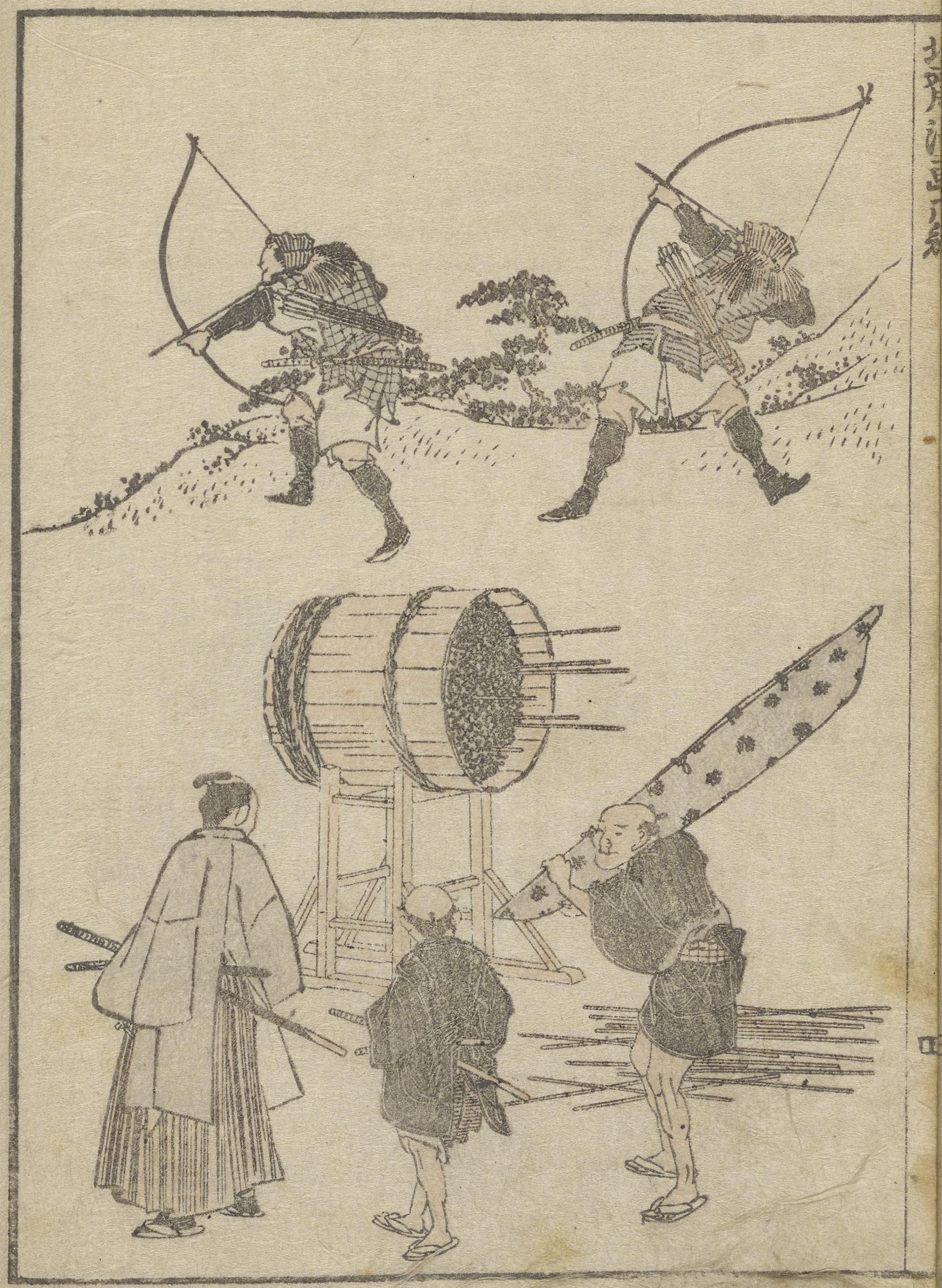
葛飾北斎画：『北斎漫画』第六編（文化14年）：巻き藁と弓を布袋に入れ持ち運ぶ庶民と弓を射る人々

- 武術 - 武（戦）や武士における戦術と技術。
  - 弓術
- 武道 - 武（戦）における戦術と技術に心根や生き様を兼ねたもの。
  - 弓道
- 芸
  - 弓の芸 - 芸とは技のことである。古くは弓矢も狩りの技の向上を目指し、修練が行われてきたが、中世には学ぶ場所が限られるようになった。ただし神事の一環として、禁止された時代や地域もあったが、庶民が嗜むことを許された。特に神事として祭り矢・祭り弓が盛んに行われたので、射手に選ばれれば、その地域の吉凶を左右する立場から、多くの庶民が的場に通い熟練者に師事を仰いだ現在でも少数ながらこの流れを汲み、段位などの取得にこだわらず、的場に通い弓矢を嗜む人々がいる。

#### 武芸の普及
江戸時代、経済の発展により一般にも武芸は広まったが、明治維新からの武芸復興により更に門戸が開かれるようになった。

## 弓矢と文化

### 弓矢と宗教
ヒンドゥー教と同様に密教・仏教にも弓矢を持つ神々がいるが、起源はヒンドゥー教にあるか、またはヒンドゥー教の神と習合させた神である。ギリシャ神話の弓矢を持つ神々とヒンドゥー教の弓矢を持つ神々は幾つかの共通点がある。
日本においては弓矢の神ではなく「弓矢神」という一つの単語になっていて、応神天皇（八幡神）のことでもある。応神天皇を祀っている八幡神社の数は、稲荷神社に次いで全国第2位で広く信仰されてきた。また弓矢や運命や確率に関わり幸運を願う時には「八幡」という語が使われてきた歴史があり、八幡は祈願と弓矢の意味が一体となす語として、射幸心という語の語源ともなった事由である。これらのことからも古くから弓矢が信仰の対象となってきたことが窺える。また八幡神は八幡大菩薩としても夙（つと）に知られ、「南無八幡」と言う慣用句からも窺い知ることができる。明治政府によって神仏分離され、八幡大菩薩は一度消滅したが庶民は八幡大菩薩も変らず信仰し、射幸心に係わる物事において、現在でも八幡大菩薩を用いて表現されることは多い。

#### 神々と弓矢
- 『古事記』・神道
  - 応神天皇 - 『古事記』の品陀和氣命（応神天皇）の別名は、大鞆和気命とありその由来は誕生時に腕の肉が鞆のようになっていたことによるという。そのため弓矢神として現在も様々な神社で祀られている。
    - 八幡神 - 八幡大菩薩ともいい、応神天皇のことでもあるが、応神天皇を主神として、神功皇后、比売神を合わせて八幡三神とも捉えられている弓矢神。また慣用句として弓矢に限らず、射幸心の伴う事柄で、当ってくれと願う時に「南無八幡」と唱える語の語源となっている。

  - 山幸彦 - 山佐知彦とも表記し、昔話としても広く知られる弓矢を用いる狩りの神。「幸（さち）」が「弓矢・釣竿と釣り針」を示したり、狩りの獲物や漁の獲物を指す「山の幸・海の幸」を表す謂れとなる物語の海幸彦と並ぶ主人公である。
  - 天若日子 - 天雅彦とも表記し、霊力を持つ天麻迦古弓（あめのまかごゆみ）という弓と、天羽々矢（あめのはばや）という矢を携えた弓矢の神。天の鹿児弓・天之波士弓（あめのはじゆみ）・天之加久矢（あめのかくや）など様々な表記名称がある。

ヒンドゥー教

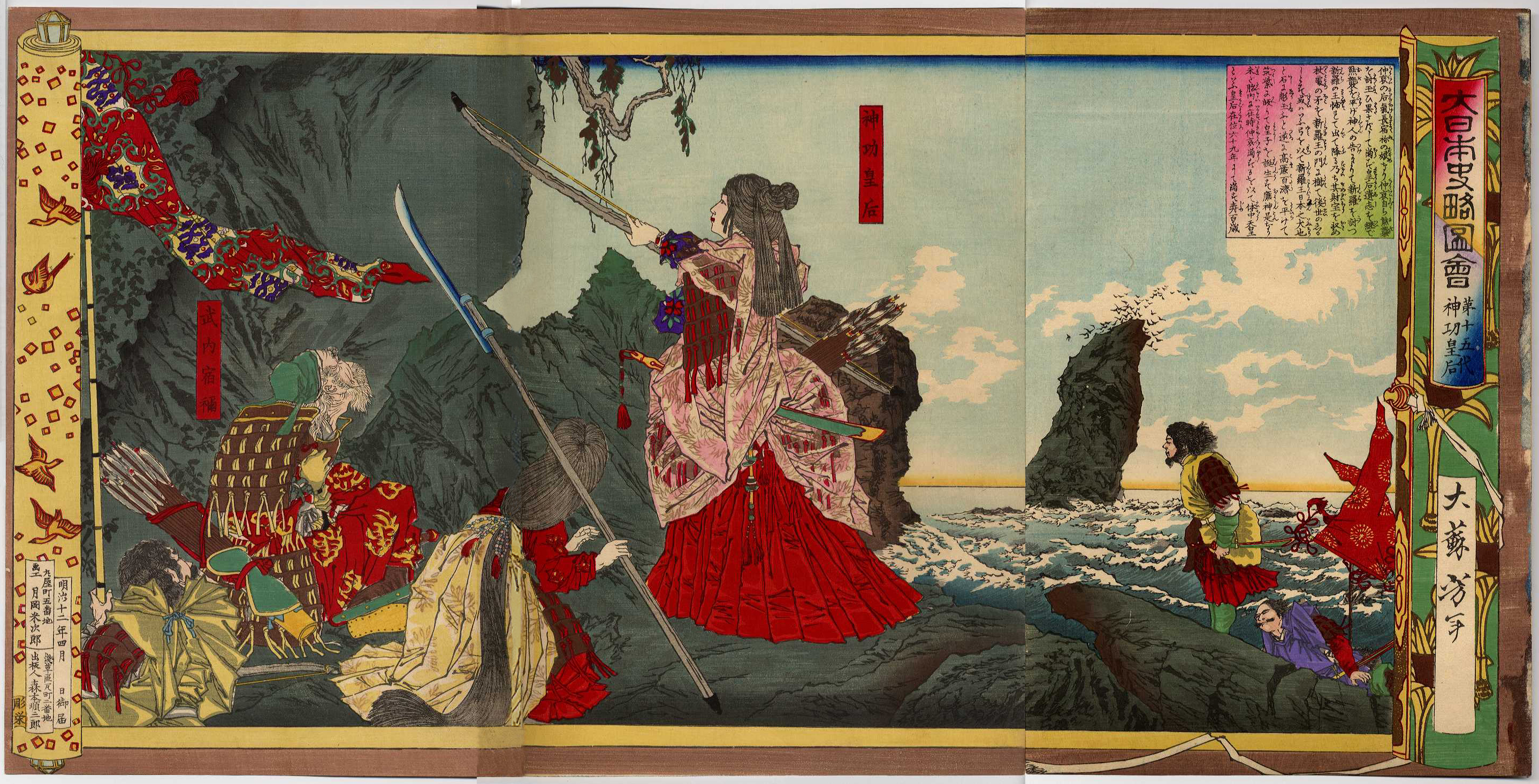
大蘇芳年画
『大日本史略図会　第十五代　神功皇后』　矢を携え、手に弓を持つ神功皇后

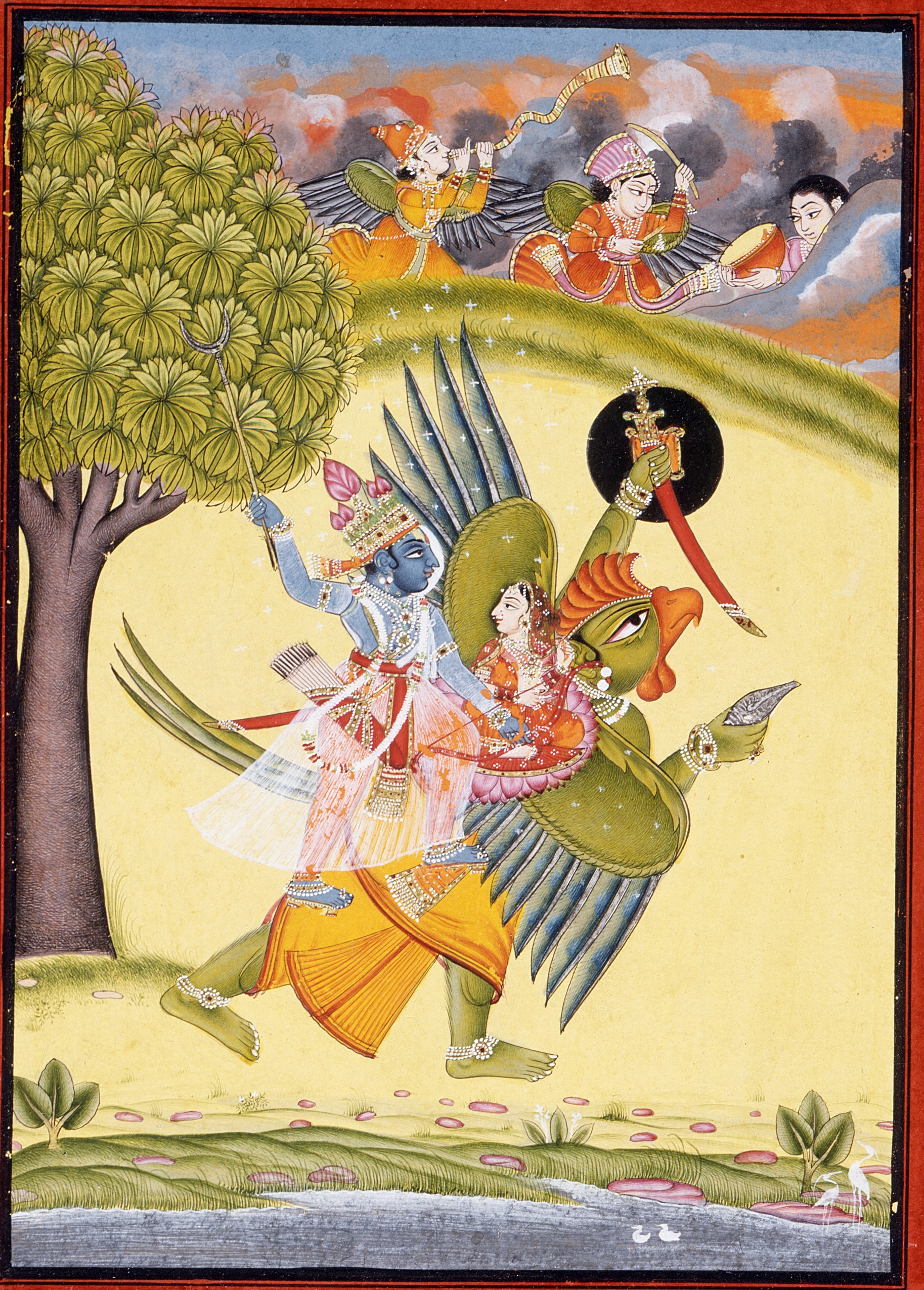
ガルーダに跨る
弓矢を持ったヴィシュヌ

- シヴァ - 4本の腕に金剛杵と槍と弓矢と刀を持つ神。弓はピナーカといい、矢はパスパタという。
- ヴィシュヌ - サルンガという太陽の光で出来た弓と、炎と太陽の光からなり翼を持つ矢を、携えた神。
- インドラ - 風雨と雷を操り、虹を弓として使う神。
- カーマデーヴァ - 「サトウキビの弓」と「5本の花の矢」の「愛の弓矢」を持つ神。
  - マーラ - カーマを起源とし仏教・密教においては愛染明王と言い、天上界の最高神で弓を持つ神。愛の弓矢の効能から縁結びの神としても知られる。

ローマ神話
- クピードー（キューピッド） - 矢に射られた者は恋か失恋をする。カーマデーヴァとの多くの共通点から互いに影響があったことがうかがえる[33]。

#### 呪いや祓いの力を持つ弓矢
さまざまな文化において、手を触れずに、遠隔の敵ないし獲物を仕留めることのできる弓矢は、ギリシャ神話や日本で「遠矢・遠矢射」といわれる力として特別視され、「エロスの弓矢」や「天之返矢」ように呪術的な意味が与えられた。さらには見えない魔物や魔を祓う、武器や楽器のように使用するものとして、「鳴弦」や現代に伝わる「破魔矢・破魔弓」などがあり、これらは神話・伝説などに登場する、弓矢の呪力の象徴とも言える。また日本においては、原始宗教のアニミズムが色濃く残っており、弓矢は吉凶を占う道具としての側面も持っている。
中華文明圏において「強」「弱」という漢字に弓の字が使われているのは、それが武力の象徴であり、呪術用に特化して飾り物となった（弱の字は弓に飾りがついた姿を現している）武力を「弱」と捉えたことに注目できる。日本でも、このような弓の呪術性は、鳴弦という語に示され、平安時代に、宮中で夜間に襲来する悪霊を避けるために、武士たちによって、弓の弦をはじいて音を響かせる儀礼が行われていた。こうした用法から、世界各地で弓は弦楽器の起源の1つとなったと考えられ、儀式に用いる弓矢ではなく、本来の弓を楽器として用いる場合もあり、代表的な物としてハープは楽器ではあるが、弓を起源としその形態を色濃く残すものでもある。
現在でも玄関や屋根に魔除けやお祓いや結界として、弓矢を飾る地方や人々をみることができるが、古くは『山城国風土記』逸文に流れてきた「丹塗りの矢」で玉依姫が身ごもり賀茂別雷神が生まれたという話があり、賀茂神社の起源説話にもなっている。丹塗りとは赤い色のことだが呪術的な意味を持っていたことが指摘される。望まれて抜擢されるという意味の「白羽の矢が立つ」とは、元は「神や物の怪の生け贄となる娘の選択の明示として、その娘の家の屋根に矢が立つ（刺さる）」という、日本各地で伝承される話から来ており、本来は良い意味ではなく、心霊現象としての弓矢を現している。
広く庶民に知られる話としては『平家物語』の鵺退治がある。話の内容は「帝（みかど）が病魔に侵されていたが、源義家が三度、弓の弦をはじいて鳴らすと悪霊は退散し帝は元に戻った。しかし病魔の元凶は死んではおらず帝を脅かし続けた。悪霊の討伐として抜擢された源三位入道頼政（源頼政）は、元凶である鵺（ぬえ）という妖怪・もののけを強弓、弓張月 で退治した」というものだが、記述から弓矢には、楽器として悪霊を祓う力と武器として魔物を退治する力があると、信じられていたことが窺える。

#### 祓い清めを表す言葉

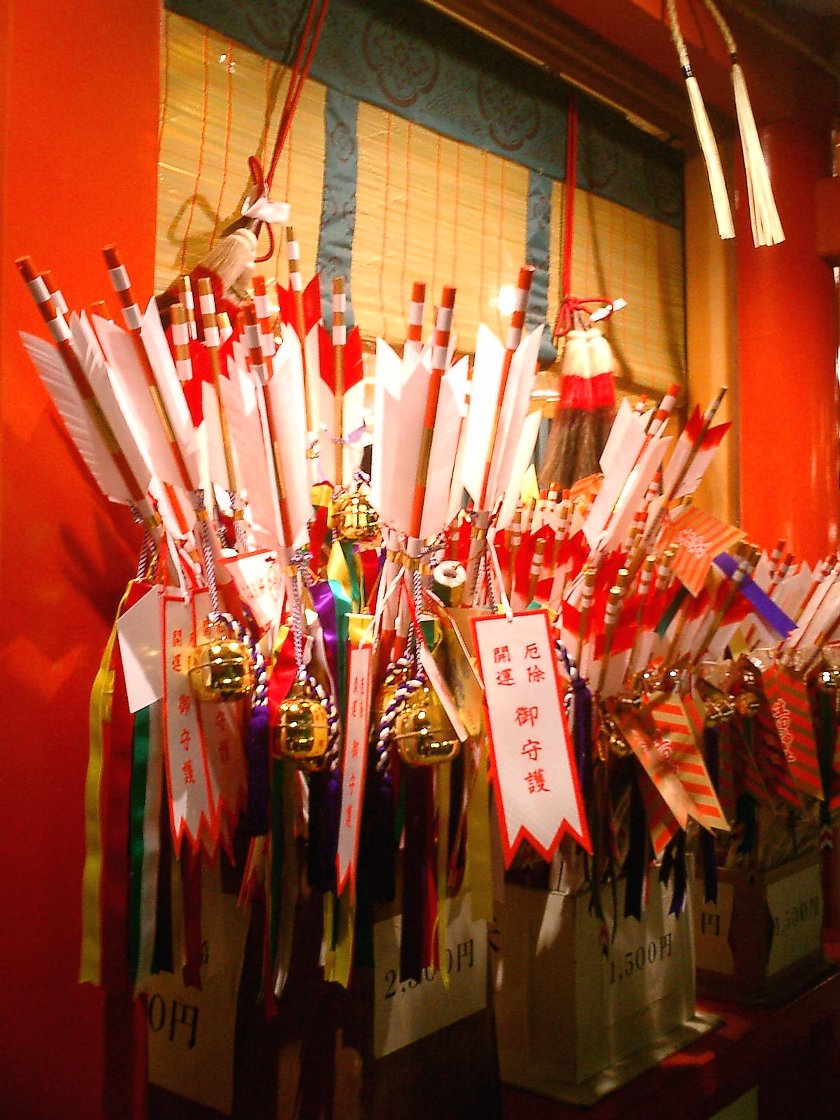
破魔矢

本来は、古くから神事に纏わる弓矢の語でもあるが、さまざまな、古文や句などで使われており、俳句の季語と同じように、間接的な比喩として穢れ・邪気・魔・厄などを、祓い清めることを表している語でもある。
葦の矢・桃の弓
大晦日に朝廷で行われた追儺（ついな）の式で、鬼を祓うために使われた弓矢のことで、それぞれ葦（アシ）の茎と桃の木で出来ていた。
破魔矢・破魔弓
はじまりは正月に行われたその年の吉凶占いに使う弓矢。後に、家内安全を祈願する幣串と同じように、家の鬼を祓う魔除けとして上棟式に小屋組に奉納される神祭具のことで、近年では破魔矢・破魔弓ともに神社などの厄除けの縁起物として知られる。
蓬矢（ほうし）・桑弓（そうきゅう）
それぞれ、蓬の矢（よもぎのや）・桑の弓（くわのゆみ）とも言い、男の子が生まれた時に前途の厄を払うため、家の四方に向かって桑の弓で蓬の矢を射た。桑の弓は桑の木で作った弓、蓬の矢は蓬の葉で羽を矧いだ（はいだ）矢。
弓を鳴らす
鳴弦とも言い、弓の弦を引いて鳴らすことにより悪霊や魔や穢れを祓う行為。弓鳴らし・弦打ちともいう。
弓を引く
反抗や謀反（むほん）や楯突くことだが、本来は鳴弦のことで弓の弦を引いて鳴らすことにより悪霊や魔や穢れを祓う行為。

### 弓矢に纏わる語
弓矢・弓箭
弓矢神（ゆみやがみ）
弓矢を司る神。武の神・軍神
弓箭組（ゆみやぐみ・きゅうせんぐみ）
奈良時代の丹波国南桑田と丹波国船井に発足したといわれる朝廷の警護をした弓矢に秀でた者の集団。
弓矢取り（ゆみやとり）
弓矢を用いること。武士。
弓矢取る身（ゆみやとるみ）
武人である我が身。武士。
弓矢台
調度掛のこと。江戸時代に弓矢を飾った台。
弓矢の家（ゆみやのいえ）
弓馬の家とも言う。弓矢の技術に長けた代々続く家系。武家、武門。
弓箭之士（ ゆみやのし・きゅうせんのし）
武士、弓兵。
弓矢の長者
弓矢の達人、弓術に長けた人。弓矢の家の長、弓術の流派の開祖。武家の棟梁。
弓矢の道（ゆみやのみち）
弓馬の道とも言う。弓矢の技術、弓術。弓矢の技を身につける過程での道義や信条、弓道。武道、武士道。
弓矢の冥加（ゆみやのみょうが）
弓矢に宿る神仏の加護。弓矢に携わる者が感じる果報。武士の幸せ。
弓矢八幡（ゆみやはちまん）
八幡神、八幡大菩薩を指し同義語として南無八幡がある。武士が何かに願いを込めたり誓約する時の言葉。
弓矢槍奉行（ゆみややりぶぎょう）
江戸幕府の役職で弓矢と槍の製造、監守を司ったところ。
弓折れ矢尽きる
刀折れ矢尽きると同義語。戦う手段が尽きてどうしようもない状態。打つ手がないこと。

### 弓矢に纏わること

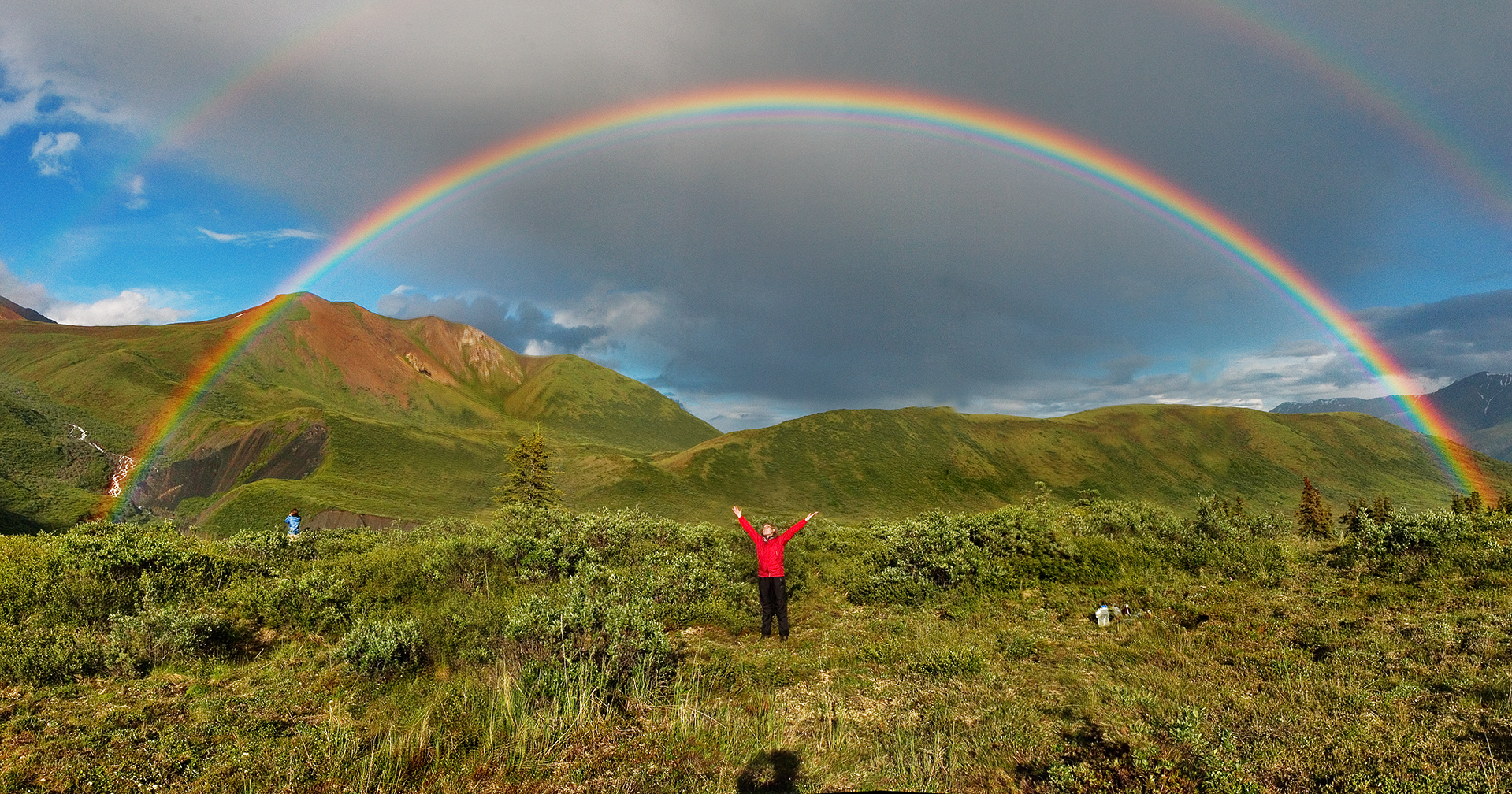
二重に架かるレインボウ

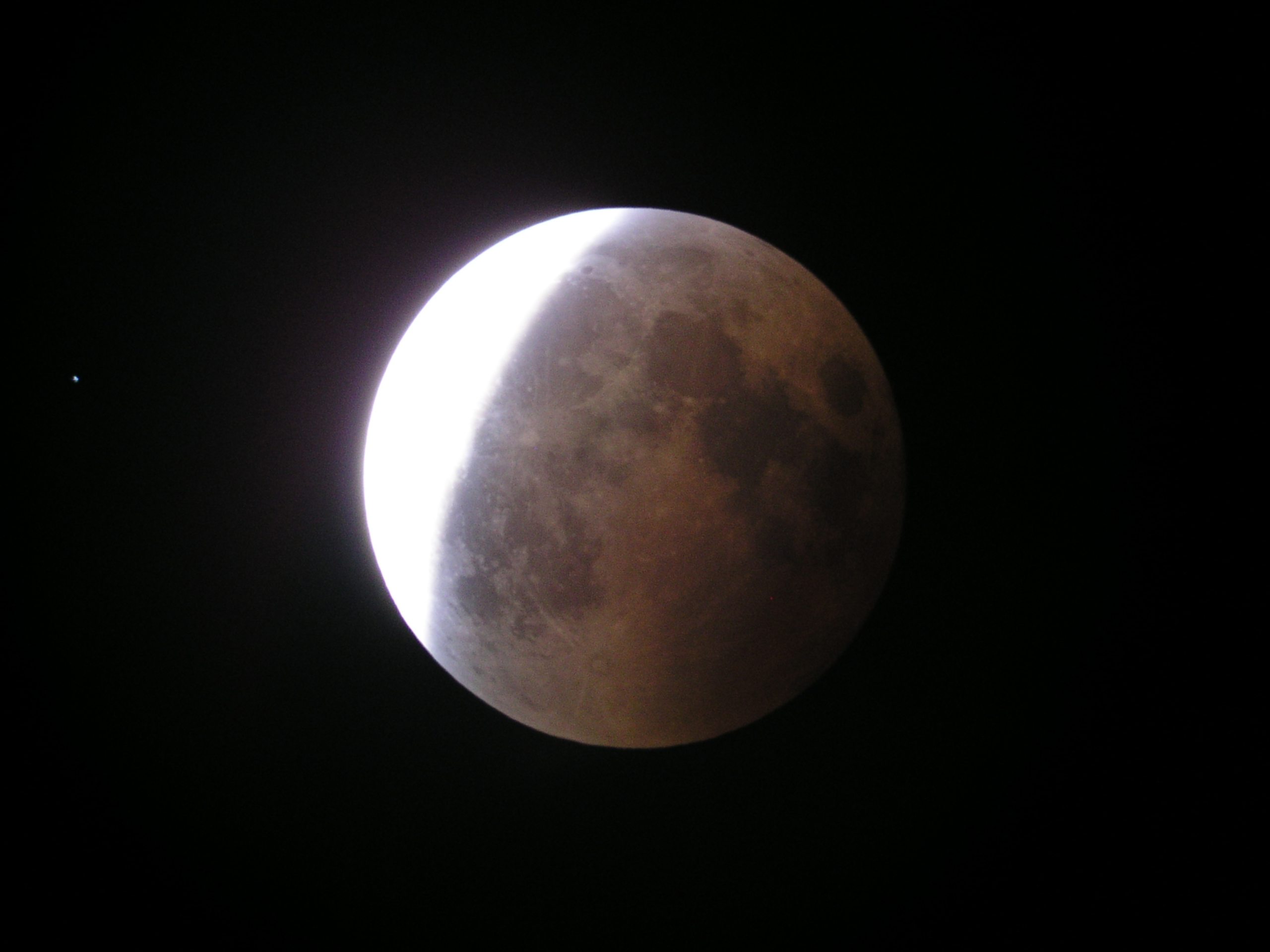
弓張り月・下弦の月

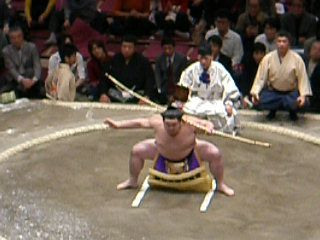
弓取式（男女ノ里）

- 和文通話表で、「ゆ」を送る際に「弓矢のユ」という。
- レインボウ（英語の虹）は rain（雨）をあらわす語と bow（弓）をあらわす語からできた語である。ヒンドゥー教の神話でも虹を弓に喩えている。
- 満月→下弦の月→新月→上弦の月という、月の満ち欠けの周期の状態を表す語の、上弦・下弦とは弓に喩えた語である。または弓張り月（弓張月と表記した時は、伝承上の強弓のこと）ともいう。
- 市や縁日や祭りなどの射的も古くは弓矢で行われていた。また射的ではなく的矢（まとや）と呼ばれた。的矢や矢場を営む者を的屋（まとや）と呼び、後の露天商を生業とする的屋（てきや）になったと言われる。ちなみに「やばい」という乱暴な言葉は矢場（やば）で働くことが危険なことから派生した。的屋（てきや）などが使う隠語が昭和40年前後に若者を中心に広まったものである[31]。
- 相撲用語として金星や黒星、白星などがあるが、的矢・的弓において的の最高位を金的と呼称し、的の中心を星という。また的は同心円状に白と黒に塗り分けられている。弓取り式の神事のほかに、京都の上賀茂神社では烏相撲という奉納相撲が行われており、土俵上で神職が烏（からす）になり、弓矢で追い回すという神楽の後、奉納相撲を行うというものや、地方の村祭りでは、相撲と弓矢を模した舞神楽を行うものもある。この様に相撲と弓矢には繋がりが見てとれる。
- 千葉県松戸市の矢切は、東京都葛飾区の柴又帝釈天と「渡し」という日本古来の和船による水上交通で結ばれていて、「矢切の渡し」としても有名だが、矢切地区は戦渦に巻き込まれたため、戦（いくさ）を憎んだ。そのため、「弓矢が無くなれば」との思いから、同地区を「矢喰い」や「矢切れ」と呼んだのが、矢切の地名の始まりだと伝えられている。また帝釈天は、ヒンドゥー教の虹の弓矢を持つ神、インドラのことでもある。

### ギリシャ神話と星座と弓矢

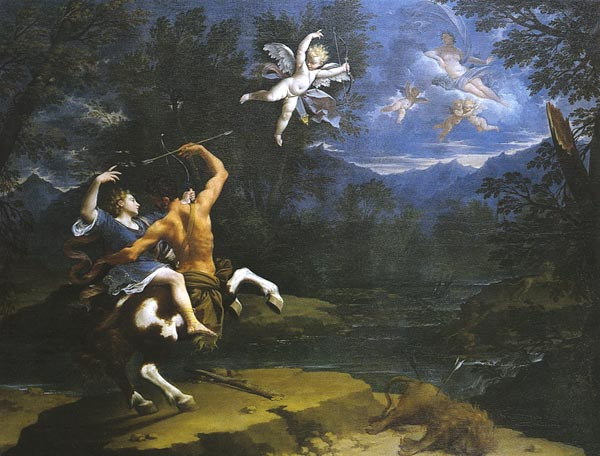
神々と弓矢を持つケイロンとクピド

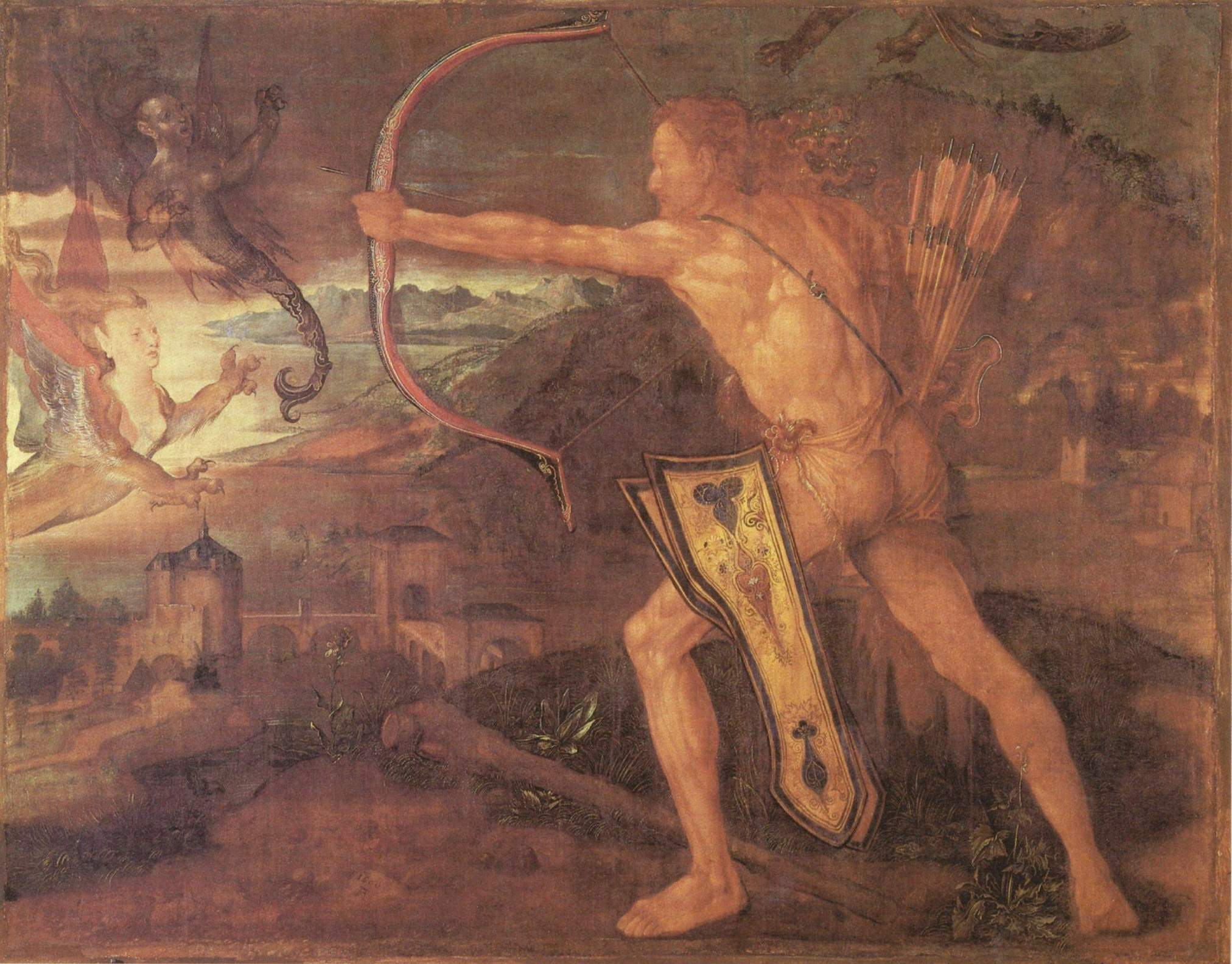
ステュムパリデスの鳥を射るヘラクレス

上記の項目「神々と弓矢」以外の神ではないギリシャ神話における、弓矢と星座の両方に関係するものを記述する。
- 星座の射手座（いてざ）は、弓矢を持ったケンタウロス（またはケンタウロス族の一人ケイロンのこと）で、ヘラクレスの矢によって死んだケイロンを、神々が惜しみ天に象ったといわれる。ケンタウロス族は粗暴で知恵がなく弓矢の技術は持たないが、ケイロンだけはアポロンから冷静さと知恵を、アルテミスから弓矢を学んだといわれ、その素養から神々に愛された。また射手座はサジタリウスと言い、ケイロンの番える（つがえる）矢を「サジタリウスの矢」と呼び様々なものの名称に使われている。
- オリオン座は、アルテミスがアポロンの策略によって騙され、自らの恋人のオリオンを弓矢で射抜いたため、オリオンは死に至り神々によって天空に星座として象られたものである。
- 海蛇座（うみへびざ）は「火矢」を用いたヘラクレスに倒されたヒュドラを象った星座である。
- ヘラクレスが用いた弓矢を「ヘラクレスの矢」というが、これはアポロンからヘラクレスが授かった矢に、自身が倒したヒュドラ（ヒドラ）の毒を塗ったものである。そしてこの弓矢がケンタウロス族とヘラクレスの戦いに巻き込まれたケイロン（ケイローン）を死に追いやった原因でもある。後にこのヘラクレスの矢は、ピロクテーテースの手に渡り、トロイア戦争の終結に一役買うことになる。このことから「矢」を象った（かたどった）星座の矢座（やざ）もあるが、これはヘラクレス座のヘラクレスが放ったヘラクレスの矢とする説もある。